# Gaël Monfils
Gaël Monfils, né le 1er septembre 1986 à Paris, est un joueur de tennis français, professionnel depuis 2004.
Il a remporté treize tournois sur le circuit ATP, dont trois ATP 500 à Washington en 2016 et à Rotterdam en 2019 et 2020. Il a aussi disputé 22 finales dont trois en Masters 1000 à Paris-Bercy en 2009 et 2010 et à Monte-Carlo en 2016. Ses meilleurs résultats en Grand Chelem sont deux demi-finales, disputées à Roland-Garros en 2008 et à l'US Open en 2016. Il a atteint la 6e place mondiale en novembre 2016.
Membre de l'équipe de France de Coupe Davis, il atteint à deux reprises la finale de cette compétition, en 2010 et 2014 en perdant la première contre la Serbie de Novak Djokovic et la seconde face à la Suisse de Roger Federer.
Reconnu pour ses qualités athlétiques et pour être l'un des meilleurs défenseurs du circuit, Gaël Monfils est également réputé pour son côté créatif et spectaculaire.
Le 16 juillet 2021 à Nyon, il épouse la joueuse de tennis ukrainienne Elina Svitolina, avec qui il a une fille, Skaï, née le 15 octobre 2022.

## Biographie

### Famille et enfance
Gaël Sébastien Monfils est le fils de Rufin Monfils, guadeloupéen, entraîneur de football, et de Sylvette Cartesse, martiniquaise. Du fait de ses origines, Gaël Monfils parle couramment créole,,.
Il découvre le tennis à l’âge de quatre ans à La Courneuve en région parisienne, et s'engage très jeune dans une carrière sportive en jouant pour le tennis club de la porte de Charenton dans le 12e arrondissement de Paris sous la conduite de son premier entraîneur Richard Warmoes. Son frère cadet de sept ans, Daryl Monfils pratique également le tennis, tout comme sa sœur née en 2005, Maelie Monfils.

### Vie personnelle
Licencié au Levallois Sporting Club dans les Hauts-de-Seine , il réside actuellement[Quand ?] à Trélex, en Suisse.
Depuis 2018, il est en couple avec la joueuse de tennis ukrainienne Elina Svitolina ; ils exposent leur vie au quotidien sur leur page instagram commune G.E.M.S.life (jeu de mots[Selon qui ?] en forme d'acrostiche ou tout simplement acrostiche, selon les sources, de leurs initiales Gaël-Elina-Monfils-Svitolina et de l'anglais gems' life se traduisant par "la vie des gemmes") qui compte plus de 130 000 abonnés.
Le 20 février 2021, le couple annonce sa rupture, après près de trois années de vie commune, mais deux mois plus tard, le 3 avril 2021, Elina Svitolina et Gaël Monfils font part sur les réseaux sociaux de leurs fiançailles et de leur prochain mariage au mois de juillet 2021. Ils se marient à Nyon le 16 juillet.
En mai 2022, le couple annonce qu'il attend une petite fille pour octobre.
Prénommée Skaï, elle vient au monde le 15 octobre 2022.

## Carrière
Gaël Monfils est champion de France 2002 des 15/16 ans : c'est son premier titre officiel.

### 2004: champion du monde junior et Petit Chelem junior
En 2004 à 18 ans, il cumule les victoires en catégorie junior. Il remporte le titre de champion du monde junior 2004 et accomplit le Petit Chelem en s’imposant à l’Open d’Australie contre Josselin Ouanna, à Roland-Garros puis à Wimbledon cette même année. Seul manque à son palmarès l’US Open où il perd contre Viktor Troicki en 1/8 de finale. Il devient ainsi l'un des trois seuls joueurs de l'histoire à avoir accompli ce triplé dans cette catégorie, après Mark Kratzmann en 1984 et Nicolás Pereira en 1988.
En novembre 2004, il se révèle aux yeux du grand public au Masters Series de Paris Bercy. Avec de grands coups droits, un revers à deux mains et un service dévastateur pouvant dépasser les 220 km/h, le joueur français séduit le public par la spontanéité de son jeu.
Cette année-là, il bat Novak Djokovic au tournoi Future de Bergame (6-4, 6-75, 6-2).

### 2005: révélation de l'année et1ertitre ATP
En 2005, Gaël Monfils grimpe de 200 places au classement pour entrer dans le top 50, finissant alors l’année en tant que troisième Français derrière Gasquet et Grosjean. Il remporte cette année-là son premier titre ATP à Sopot sur terre battue. À l'issue de la saison, il reçoit le prix ATP 2005 de la « Révélation de l'année ».

### 2006: 1/2 finale au Masters 1000 de Rome et 1/8 de finale à Roland-Garros
Il commence l’année 2006 en atteignant la finale du tournoi de Doha, battu par le no 1 mondial Roger Federer. Gaël Monfils atteint une demi-finale au Masters Series de Rome, un huitième de finale à Roland-Garros, où il reçoit le prix Bourgeon (prix de la révélation de l'année), et un quart de finale au Queen’s (gazon) pour atteindre alors le 12 juin la 23e place mondiale. Du 12 juin 2006 au 14 août 2006, il devient le numéro un Français, devant Sébastien Grosjean, puis cède sa place à Richard Gasquet au terme de cette période.
Son comportement combatif lui donne de bons résultats mais sa fin de saison reste mitigée.
Cette année-là, il remporte le championnat du monde de paddle-tennis,.

### 2007: année de transition et confirmation difficile
Il décide de se placer sous la direction de Tarik Benhabiles.
À l'Open d’Australie, il sort le finaliste 2006 Márcos Baghdatís sur le score de 7-65, 6-2, 2-6, 6-0, avant d'être battu au 3e tour par son compatriote Richard Gasquet.
Dans la semaine précédant Roland-Garros, il atteint la finale de l'Open de Poertschach en Autriche, éliminant au passage deux têtes de série, l'Américain Andy Roddick et l'Australien Lleyton Hewitt. Il atteint le troisième tour à Roland-Garros en gagnant contre un spécialiste de la terre battue, Juan Ignacio Chela (21e au classement ATP). Il s'incline cependant face au joueur argentin David Nalbandian (18e au classement ATP), en quatre sets.
Alors que la saison sur gazon commence, il est éliminé au deuxième tour par Max Mirnyi au tournoi du Queen’s, puis au premier tour au tournoi néerlandais de Bois-le-Duc par le Croate Ivan Ljubičić.
Il participe ensuite au Tournoi de Wimbledon, sans bénéficier d'un classement de tête de série : il passe le premier tour en écartant le vétéran suédois Thomas Johansson, au cours d'un match où il sert 34 aces. Il élimine au deuxième tour le Belge Kristof Vliegen, sur le score serré de 7-5, 7-6, 7-6. Il est finalement battu au troisième tour par le Russe Nikolay Davydenko, tête de série numéro 6. Gaël Monfils devra attendre 2018 pour dépasser le troisième tour à Wimbledon.
Après le Grand Chelem britannique, il joue à l'Open de Gstaad en Suisse (terre battue), où il prend sa revanche sur Nikolay Davydenko, en l'éliminant dès le premier tour. Il bat ensuite le Tchèque Jiří Vaněk, mais perd en quarts de finale contre son compatriote Paul-Henri Mathieu. Il enchaîne avec le Tournoi de Stuttgart. Il réitère une performance, en écartant dès son entrée en lice la tête de série numéro 2 du tournoi, Tommy Robredo. Il est néanmoins battu au deuxième tour par Jiří Vaněk, celui-là même qu'il avait battu quelques jours auparavant.

### 2008: 1/2 finale à Roland-Garros et entrée dans le top 15
Malgré un début de saison difficile, où Gaël Monfils ne dépasse pas les 1/8 de finale notamment sur les tournois de l'Open de Valence, des Masters de Monte-Carlo (où toutefois il réussit à ne pas encaisser un seul ace contre Ivo Karlović) ou du Grand-Prix Hassan II, le joueur gagne le tournoi challenger de Marrakech et réalise un très bon Roland-Garros 2008 en s'imposant successivement face à Arnaud Clément, 7-5, 6-3, 6-1 au 1er tour, Luis Horna, 7-6, 6-4, 7-5 au 2e tour, Jürgen Melzer, 4-6, 7-5, 4-6, 6-0, 6-2 au 3e tour, puis face à Ivan Ljubičić, 7-6, 4-6, 6-3, 6-2 en 1/8 de finale, et enfin David Ferrer, 6-3, 3-6, 6-3, 6-1 en quart de finale. Il se qualifie pour les demi-finales et met ainsi un terme à sept années sans qu'un joueur français n'atteigne ce stade du tournoi de Roland-Garros. Il s'incline cependant face à Roger Federer sur le score de 6-2, 5-7, 6-3, 7-5. C'est la troisième fois cette année que Gaël Monfils est stoppé par le no 1 mondial du moment.
Engagé à Wimbledon, Gaël Monfils déclare forfait à cause d'une douleur à l'épaule, avant même d'affronter Chris Guccione au 1er tour. Il réalise cependant une bonne performance durant l'Open de Nottingham en atteignant une demi-finale qu'il perd face à Ivo Karlović.
Après une sortie rapide lors du Masters du Canada et une défaite sur abandon au 2e tour du Masters de Cincinnati, Gaël Monfils porte les couleurs françaises sur le tournoi international des Jeux olympiques d'été de 2008. Il s'impose face à Nicolás Almagro 6-4, 3-6, 6-3 au 1er tour, Victor Hănescu 6-4, 7-6 au 2e tour, puis face à David Nalbandian 6-4, 6-4 en 1/8 de finale mais s'incline face à Novak Djokovic sur le score de 6-4, 1-6, 4-6 en 1/4 de finale.
Tête de série no 32 à l'US Open, Gaël Monfils entame correctement son tournoi en s'imposant successivement face à Pablo Cuevas 6-4, 6-4, 6-1 au 1er tour, Evgeny Korolev 6-2, 6-3, 3-6, 6-4 au 2e tour, puis pour la deuxième fois cette année face à David Nalbandian (tête de série no 7) 6-3, 6-4, 6-2 au 3e tour. Il ne dépasse cependant pas les 1/8 de finale, où il perd face à Mardy Fish 5-7, 2-6, 2-6.
Il participe ensuite au Tournoi de Bangkok fin septembre et atteint les demi-finales, qu'il perd face à Jo-Wilfried Tsonga 6-0, 6-3.
Gaël Monfils s'engage début octobre à l'Open de Vienne, où il réalise un très bon parcours en éliminant successivement des joueurs tels Radek Štěpánek 6-3, 6-4, Fernando González 6-3, 7-62 et Philipp Kohlschreiber lors d'un match difficile 6-4, 5-7, 7-62. Il va cependant perdre en finale, et ce pour la cinquième fois lors d'un tournoi, contre Philipp Petzschner 6-4, 6-4. Ceci lui permet d'atteindre alors le meilleur classement ATP de sa carrière : 18e. C'est la première fois que Gaël Monfils figure dans le top 20 des joueurs mondiaux.
Il dispute ensuite les Masters de Madrid, où il ne bénéficie d'aucun tirage de tête de série, mais réalise cependant une très bonne entame de tournoi : victoire sur Fabio Fognini 6-2, 6-4 au 1er tour, puis sur Fernando González 6-3, 6-4 au 2e tour (c'est la deuxième fois en deux semaines que Gaël Monfils bat le joueur chilien), puis sur Andy Roddick lors d'un match plus disputé 6-4, 3-6, 6-3 en 1/8 de finale. Il est cependant stoppé en 1/4 de finale par la tête de série no 4 du tournoi Andy Murray, 6-2, 6-2.
Parti tête de série no 16 lors des Masters de Paris-Bercy, Gaël Monfils entame son tournoi par une victoire au 2e tour sur le joueur argentin Juan Mónaco 6-4, 6-4. Mais il ne parviendra pas à réaliser l'exploit face à l'actuel no 1 mondial Rafael Nadal, qu'il affrontait pour la première fois cette saison : Gaël Monfils s'incline en 1/8 de finale 6-3, 6-2. Cette performance lui permet d'améliorer encore son meilleur classement ATP : 14e.

### 2009: 1/4 de finale à Roland-Garros,2etitre ATP et1refinale en Masters 1000

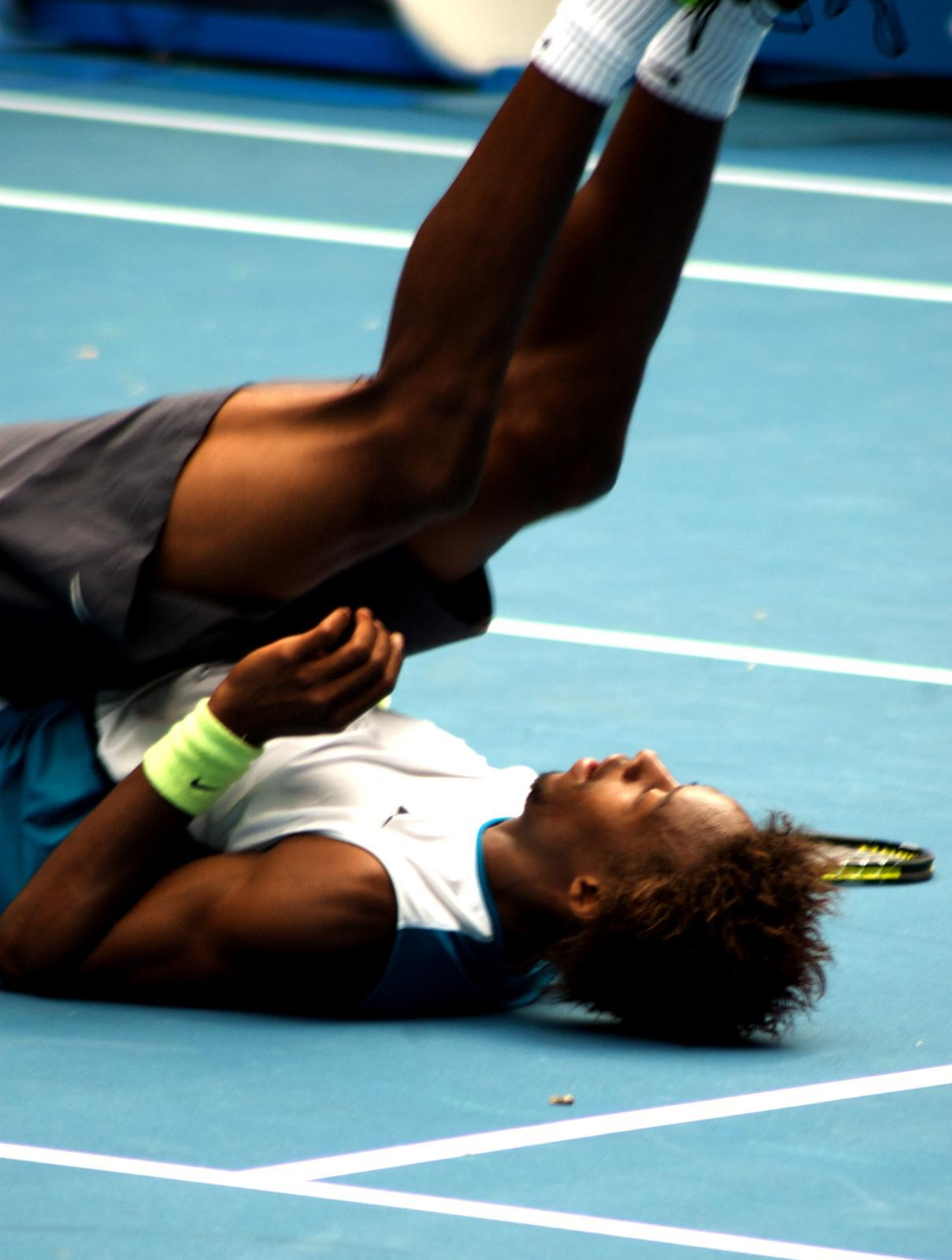
Open d'Australie 2009.

Gaël Monfils commence sa saison à l'Open de Doha. Tête de série no 5, il se qualifie pour les demi-finales en battant Jan Hernych (6-2, 6-2), Nicolas Devilder (7-5, 7-64) et le numéro 1 mondial Rafael Nadal en quart de finale (6-4, 6-4) mais il s'incline face à Andy Roddick (7-61, 3-6, 6-3). Cette performance lui permet d'accéder à la 13e place mondiale. À l'Open d'Australie, il commence très bien en s'imposant successivement contre Martín Vassallo Argüello (6-1, 6-3, 7-5), puis contre Stefan Koubek (6-2, 6-3, 3-6, 6-4) et enfin contre Nicolás Almagro (6-4, 6-3, 7-5). Il est contraint d'abandonner au 4e tour, laissant son compatriote Gilles Simon accéder à son premier quart de finale lors d'un tournoi du Grand Chelem.
La saison européenne commence avec le Tournoi de Rotterdam, où il atteint sa seconde demi-finale de l'année mais s'incline face à Rafael Nadal (6-4, 6-4). À l'Open 13, il chute au premier tour face à Paul-Henri Mathieu en trois sets, mais fait toutefois sa première entrée dans le top 10 la semaine suivante.
Gaël Monfils participe à l'Open du Mexique en tant que tête de série no 2 et il fait un excellent parcours en éliminant successivement Olivier Patience (7-64, 6-4), Thomaz Bellucci (7-64, 65-7, 6-1), et Leonardo Mayer qui abandonne (6-3, 64-7, 4-1). Il élimine ensuite en demi-finale José Acasuso (6-3, 6-4) pour se qualifier pour sa première finale de la saison contre Nicolás Almagro, le tenant du titre. Il s'incline face à l'Espagnol (6-4, 6-4) en 1 h 16. À la suite de cette performance, il atteint le meilleur classement de sa carrière avec la 9e place mondiale. Il fait ensuite partie de l'Équipe de France de Coupe Davis mais n'est que remplaçant (du fait qu'il venait de jouer sur terre battue la semaine précédente alors que la rencontre avec la République tchèque se jouait sur synthétique). Au Masters d'Indian Wells, il est sorti au deuxième tour par John Isner. Il participe ensuite au Masters de Miami. Il s'incline en huitième de finale face à Andy Roddick. Pour le premier Masters 1000 sur terre battue de la saison, Monfils s'incline au premier tour face à Janko Tipsarević à Monte-Carlo 3-6, 1-6.
Il déclare ensuite forfait pour le Masters de Rome en raison de douleurs aux genoux qui dureraient depuis le Masters de Miami. La raison est assez grave: "Selon le Docteur Bernard Montalvan, interrogé par L'Équipe ce mardi, il s'agit des conséquences de "la maladie d'Osgood-Schlatter", une maladie contractée pendant l'adolescence qui fragilise "une zone inflammatoire du tendon rotulien.". Monfils s'aligne finalement après des hésitations pour le tournoi de Roland-Garros 2009 et élimine successivement Bobby Reynolds (6-2, 6-3, 6-1), Victor Crivoi (6-4, 6-3, 6-3), Jürgen Melzer (6-2, 4-6, 6-3, 6-1) et Andy Roddick (6-4, 6-2, 6-3). Il est défait en 1/4 de finale (7-6, 6-2, 6-4) par Roger Federer, qui l’avait déjà battu en demi-finale en 2008.
La saison sur gazon de Monfils est très brève. En effet, dispensé du premier tour, il se blesse au poignet gauche lors du deuxième tour du Tournoi du Queen's, face au Kazakh Andrey Golubev, l'obligeant à déclarer forfait pour le tour suivant. Cette blessure l'empêche par la suite de participer au Tournoi d'Eastbourne, et contraint également Gaël Monfils à déclarer forfait le 18 juin pour Wimbledon, qui doit se dérouler du 22 juin au 5 juillet. Pour la deuxième année consécutive, il ne participe donc pas à la troisième levée du Grand Chelem. Pour son retour, il est éliminé au deuxième tour des Masters du Canada 2009 à Montréal par Juan Carlos Ferrero (6-3, 7-6). Il est, par la suite, de nouveau éliminé au premier tour des Masters de Cincinnati par le joueur croate Ivo Karlović (6-4, 5-7, 7-6). Lors de l'US Open, il élimine successivement Jérémy Chardy (6-1, 6-4, 6-3), Andreas Beck (6-3, 7-5, 6-3), José Acasuso (6-3, 6-4, 1-0 ab.) pour atteindre les huitièmes de finale, où il s'incline face à Rafael Nadal (36-7, 6-3, 6-1, 6-3).
En septembre, lors des matchs de barrage face aux Pays-Bas, Gaël Monfils s'incline lors du premier match face au 122e joueur mondial Thiemo de Bakker en quatre sets (6-3, 5-7, 6-3, 6-4). La semaine suivante, après notamment avoir battu Richard Gasquet en demi-finale (6-4, 6-3), il atteint la finale de l'Open de Moselle face à Philipp Kohlschreiber, qu'il bat 7-6, 3-6, 6-2, remportant le deuxième titre en simple de sa carrière quatre ans après le premier et surtout mettant ainsi fin à une série de six défaites successives en finales de tournois. Lors du premier tournoi de la saison asiatique, il s'incline en quart de finale du tournoi de Kuala Lumpur contre Nikolay Davydenko (6-3, 6-3). Au Masters de Shanghai, il est éliminé en huitième de finale par le Croate Ivan Ljubičić (6-2, 3-0 ab). Au tournoi de Vienne, il parvient à atteindre les quarts de finale, où il perd face à Janko Tipsarević (6-4, 6-7, 6-3). Il est ensuite éliminé dès le deuxième tour de l'Open de Valence par l'Espagnol Guillermo García-López (7-5, 6-4).
Il atteint en novembre la finale des Masters de Paris-Bercy, après avoir éliminé successivement David Guez, Julien Benneteau, Marin Čilić (3-6, 6-4, 6-4) et Radek Štěpánek (6-4, 5-7, 6-4), mais s'y incline en trois sets (2-6, 7-5, 6-7) face à Novak Djokovic.

### 2010: 1/4 de finale à l'US Open,3etitre ATP,2efinale en Masters 1000 et meilleur classement
Gaël Monfils commence sa saison 2010 en atteignant les demi-finales de l'Open de Brisbane, où il s'incline contre Radek Štěpánek (6-2, 6-1). Lors de l'Open d'Australie, il chute au troisième tour face à John Isner (6-1, 4-6, 7-64, 7-65). Tête de série no 1 au tournoi de tennis de Johannesburg, il échoue aux portes de la finale face à l'Espagnol Feliciano López (3-6, 6-1, 7-61). Il échoue en quart de finale face à Julien Benneteau au tournoi Open 13 de Marseille. Lors de Roland-Garros, il s'incline au deuxième tour face à l'Italien Fabio Fognini (6-2, 6-4, 5-7, 4-6, 7-9) dans un match à nombreux rebondissements et disputé sur deux jours. Cette défaite le fait rétrograder à la 21e place du classement ATP.
La saison sur gazon débute par une défaite au 2e tour du tournoi du Queen's contre Rainer Schüttler (6-3, 64-7, 6-2). Lors de Wimbledon, qu'il n'a plus disputé depuis 2008, il élimine successivement Leonardo Mayer (6-1, 7-69, 6-2), puis Karol Beck (6-4, 6-4, 64-7, 6-4) pour atteindre le 3e tour, où il perd contre Lleyton Hewitt (6-3, 7-69, 6-4).
Il participe à la victoire de l'équipe de France de Coupe Davis contre l'Espagne lors du quart de finale de l'édition 2010 en remportant le premier match contre David Ferrer (7-62, 6-2, 4-6, 5-7, 6-4). La semaine suivante, il atteint la finale du tournoi de Stuttgart, en battant successivement Pablo Andújar (4-6, 6-4, 6-3), Florian Mayer (6-3, 6-1) et Daniel Gimeno-Traver (6-4, 4-6, 6-0), avant d'abandonner face à Albert Montañés (2-6, 2-1 ab.), s'étant blessé à la cheville.
Après une tournée américaine moyenne, il est désigné comme tête de série no 17, et seule tête de série française, pour l'US Open. Il bat au premier tour le qualifié Robert Kendrick (3-6, 6-3, 6-4, 65-7, 6-4), puis Igor Andreev (6-3, 6-4, 6-4), Janko Tipsarević (7-6, 6-7, 6-2, 6-4) et Richard Gasquet (6-4, 7-5, 7-5) en huitièmes de finale. Il est le premier Français à atteindre les quarts de finale depuis dix ans, mais perd contre Novak Djokovic (7-62, 6-1, 6-2).
Lors de l'Open de Tokyo, après avoir éliminé successivement Go Soeda, Andreas Seppi, Andy Roddick (7-65, 4-6, 7-66), et Radek Štěpánek (6-3, 6-3), il atteint la finale qu'il perd contre Rafael Nadal (6-1, 7-5). La semaine suivante, au Masters de Shanghai, il est éliminé au deuxième tour par Richard Gasquet (6-4, 3-6, 6-4). Lors du tournoi de Montpellier, il élimine successivement Steve Darcis (6-4, 6-4), John Isner (3-6, 6-4, 6-4), Jo-Wilfried Tsonga (7-62, 2-6, 6-4) avant de s'imposer en finale contre Ivan Ljubičić (6-2, 5-7, 6-1), remportant ainsi le 3e titre ATP de sa carrière.
Au Masters de Paris-Bercy, il élimine successivement Benjamin Becker (7-64, 6-4), Fernando Verdasco (64-7, 7-62, 7-5), et Andy Murray (6-2, 2-6, 6-3) pour atteindre les demi-finales où il bat Roger Federer (7-67, 61-7, 7-64) dans un match à rebondissements où il remonte un break de retard dans le troisième set et sauve 5 balles de match. Il bat le Suisse pour la première fois en six confrontations et atteint pour la deuxième année consécutive la finale du tournoi. Cette victoire lui assure de devenir no 1 Français jusqu'à la fin de l'année aux dépens de Jo-Wilfried Tsonga. Il s'incline une nouvelle fois en finale, cette fois face à Robin Söderling (6-1, 7-61).
Lors de la finale perdue de Coupe Davis face à l'équipe de Serbie (2-3), il bat en match d'ouverture Janko Tipsarević mais s'incline face à Novak Djokovic (6-2, 6-2, 6-4) lors de la troisième journée.
Après avoir été no 1 français pour la première fois en 2006, il finit cette fois l'année à cette place. Il est alors considéré comme l'un des meilleurs athlètes du circuit,,.

### 2011: 1/4 de finale à Roland-Garros,4etitre ATP et retour dans le top 15

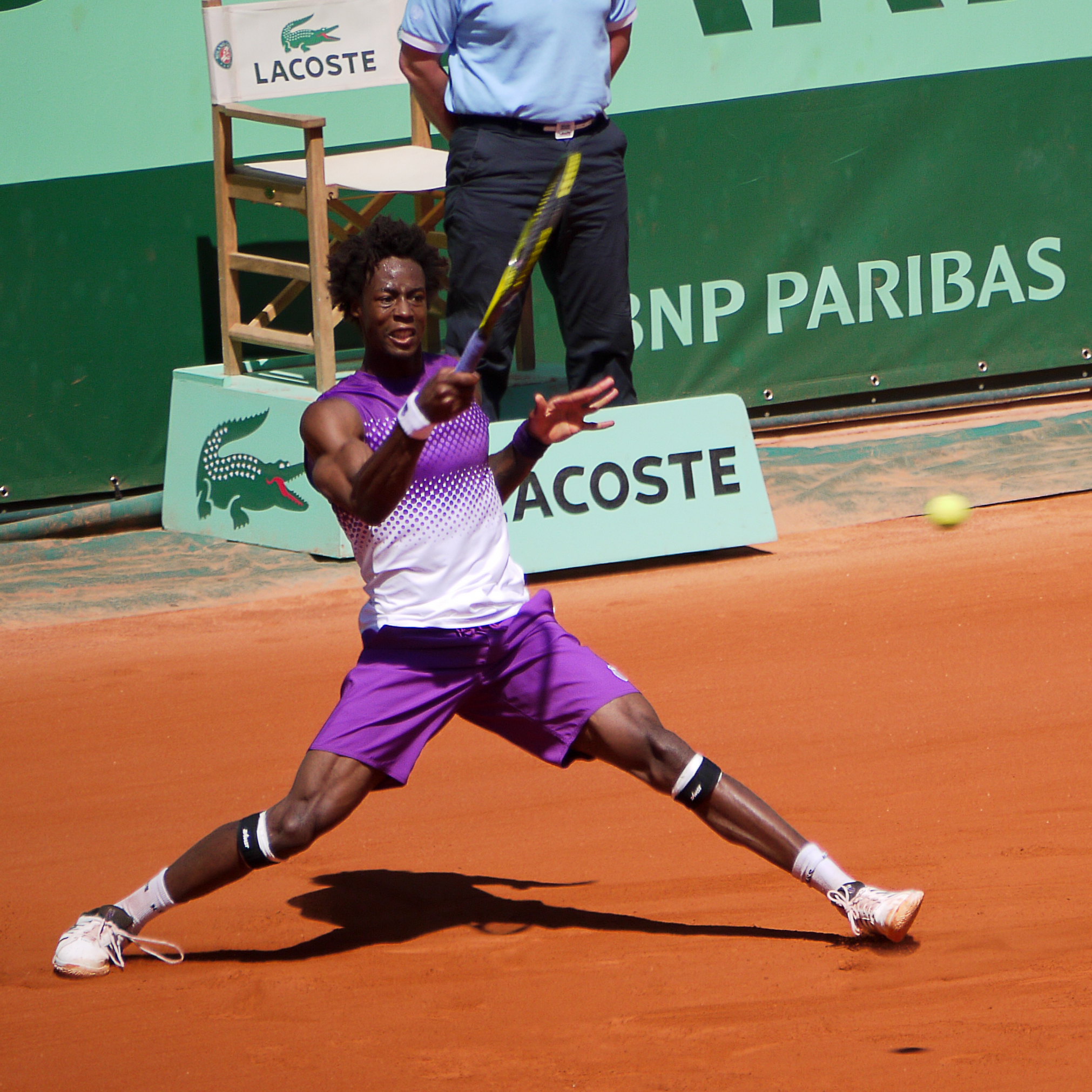
Gaël Monfils à Roland-Garros en 2011.

La saison 2011 de Gaël Monfils débute au tournoi d'exhibition de Kooyong, où il bat le no 9 mondial et tenant du titre Fernando Verdasco 4-6, 7-65, 6-4. La semaine suivante, après un premier tour difficile où il bat difficilement Thiemo de Bakker en cinq sets (65-7, 2-6, 7-5, 6-2, 6-1), il chute au troisième tour de l'Open d'Australie contre Stanislas Wawrinka (64-7, 2-6, 3-6). À l'entame de la saison nord-américaine sur dur, il atteint le dernier carré de l'Open de San José mais déclare forfait contre Milos Raonic à cause d'une blessure au poignet qui le force à s'arrêter deux mois.
Pour le début de la saison sur terre, il revient lors des Masters de Monte-Carlo où il chute au troisième tour contre Frederico Gil (66-7, 2-6) mais atteint à nouveau la 9e place mondiale le 18 avril. La semaine suivante, il prend part au tournoi de Barcelone où il élimine successivement Robin Haase (3-6, 7-63, 6-2) et Richard Gasquet (6-4, 7-67), il cède néanmoins face à Rafael Nadal en quart de finale dans un match à sens unique 2-6, 2-6. La semaine suivante lors des Masters de Madrid, après avoir battu Ivo Karlović, il abandonne au second tour contre Juan Mónaco (6-2, 3-0 ab.) à cause d'un problème allergique. Lors de Roland-Garros, Gaël Monfils élimine successivement Björn Phau (4-6, 6-3, 7-5, 6-0), Guillaume Rufin (6-1, 1-6, 6-3, 6-0), Steve Darcis (6-3, 6-4, 7-5) et David Ferrer (6-4, 2-6, 7-5, 1-6, 8-6) pour s'incliner en quart de finale contre Roger Federer (6-4, 6-3, 7-6). Grâce à cette performance, il atteint la 8e place au classement ATP.
À l'entame de la saison sur gazon, il atteint les demi-finales du tournoi de Halle où il perd contre Philipp Kohlschreiber (6-3, 6-3). Lors du tournoi de Wimbledon il est battu au troisième tour par Łukasz Kubot (6-3, 3-6, 6-3, 6-3), issu des qualifications. Cependant à l'issue du tournoi il atteint son meilleur classement à l'ATP avec la septième place. Lors du quart de finale de la Coupe Davis jouée sur terre battue face à l'équipe d'Allemagne, il remporta le deuxième simple en battant Philipp Kohlschreiber (7-63, 7-65, 6-4). À l'issue de la rencontre il annonce qu'il se sépare de son entraîneur Roger Rasheed avec lequel il travaillait depuis trois ans et qu'il sera désormais accompagné de son seul préparateur physique Patrick Chamagne.
Pour le début de la saison nord-américaine sur dur, Gaël Monfils réalise un très bon parcours en atteignant, pour la première fois de la saison, la finale du tournoi de Washington, un Masters 500, en battant successivement dans la même journée en raison des conditions météo Ryan Sweeting (6-3, 7-63) et Dmitri Toursounov (6-2, 7-69, puis Janko Tipsarević (6-4, 6-4), John Isner dans un match interrompu à trois reprises où il sauve une balle de match dans le tie-break du 3e set (6-4, 3-6, 7-66) pour affronter Radek Štěpánek, contre qui il s'incline en deux sets (6-4, 6-4). La semaine suivante lors des Masters du Canada, Gaël Monfils élimine successivement Alex Bogomolov (6-2, 7-65), puis Viktor Troicki en sauvant trois balles de match (3-6, 7-60, 7-65) pour affronter le nouveau numéro 1 mondial Novak Djokovic en quart de finale. Lors de ce match il est nettement dominé par le Serbe et s'incline 6-2, 6-1. Lors des Masters de Cincinnati, il élimine sur abandon Ivan Dodig (4-6, 6-3, 4-0 ab.) puis Philipp Kohlschreiber (6-2, 6-2) pour atteindre les quarts de finale à nouveau face à Novak Djokovic lors d'un match plus serré que la semaine précédente qu'il perd finalement 3-6, 6-4, 6-3, avec le tournant du match à 4-4 dans la seconde manche marquée par une double-faute du Français. Lors de l'US Open il réalise une grosse contre-performance en perdant au deuxième tour face à Juan Carlos Ferrero (7-65, 5-7, 65-7, 6-4, 6-4) alors qu'il avait atteint les quarts de finale l'année précédente hypothéquant ainsi ses chances de participer au Masters en fin d'année.
Après l'US Open, Gaël Monfils déclare forfait pour la demi-finale de Coupe Davis opposant la France à l'Espagne, pour cause d'inflammation au genou droit. Il reprend la compétition lors du tournoi de Bangkok, lors duquel il élimine Santiago Giraldo (6-4, 4-6, 6-1) puis Jarkko Nieminen (7-5, 5-64) pour atteindre les demi-finales contre Donald Young qui le bat 4-6, 7-65, 7-65 après avoir mené 6-4, 4-2 puis 4-1 dans la manche décisive, et même 5-3 dans le jeu décisif du dernier set. À la suite de cette contre-performance, Gaël Monfils déclare forfait pour les tournois de Pékin et de Shanghai pour cause d'une nouvelle blessure au genou droit compromettant du même coup ses chances de qualification pour le Masters de fin de saison.
Pour son tournoi de reprise à l'open de Stockholm, Gaël Monfils élimine successivement Bernard Tomic (6-4, 64-7, 6-4), Kevin Anderson (7-5, 7-5) et Milos Raonic (66-7, 6-4, 6-3), trois joueurs aux services puissants qu'il n'avait encore jamais affronté sur le circuit. En finale, il bat Jarkko Nieminen (7-5, 3-6, 6-2) et s'adjuge le quatrième titre de sa carrière. À l'open de Valence, il élimine Albert Montañés (6-3, 6-1) puis Pablo Andújar (6-2, 7-65) mais chute en quart contre Marcel Granollers (612-7, 6-3, 4-6). Sa défaite contre Feliciano López (3-6, 4-6) au deuxième tour des Masters de Paris-Bercy alors qu'il avait atteint la finale du tournoi l'année précédente le fait chuter à la 15e place mondiale et l'exclut des Masters de Londres.

### 2012 - 2013: saisons décevantes gâchées par les blessures et crise de confiance

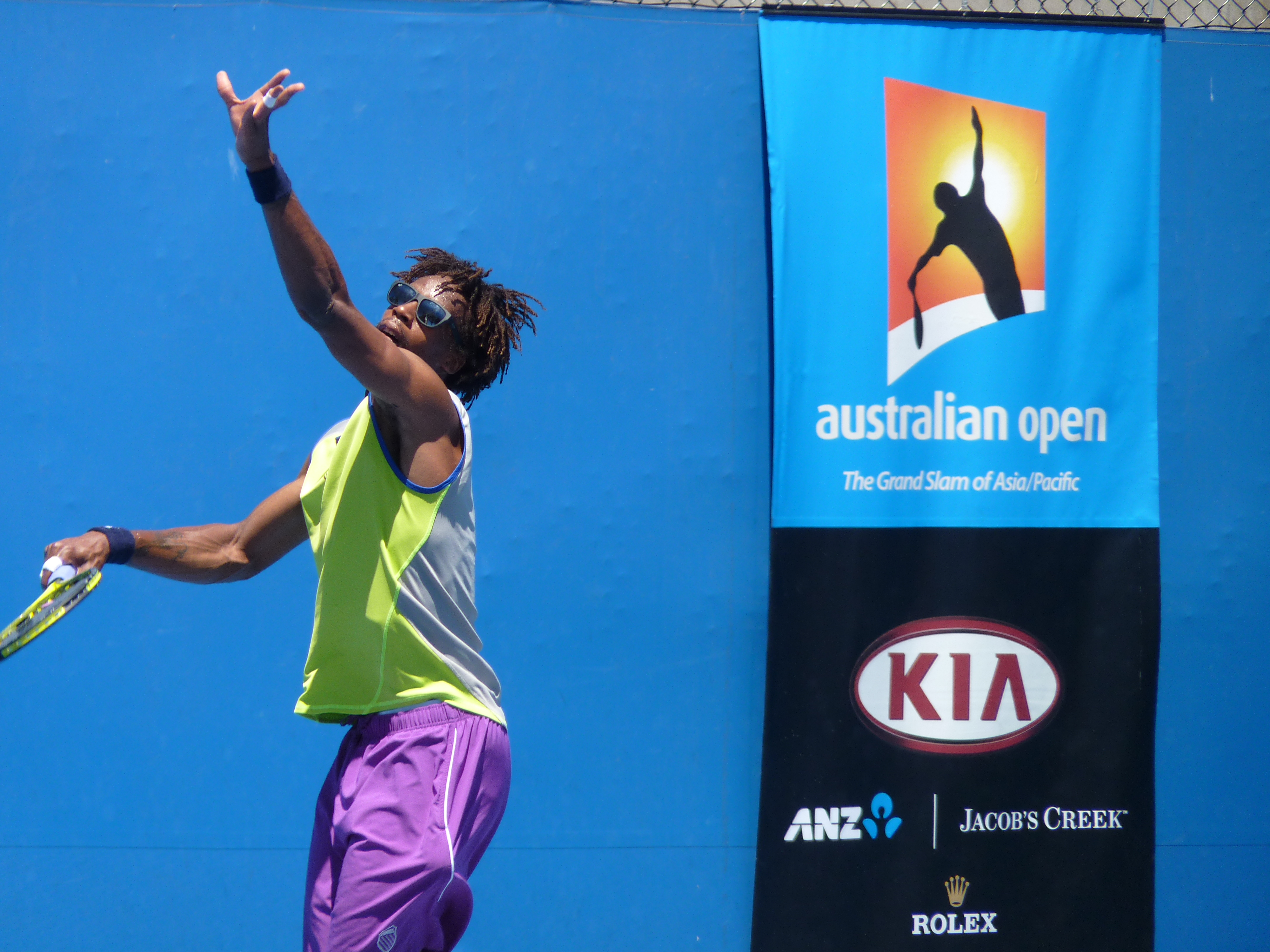
Gaël Monfils lors de l'Open d'Australie 2012.

Gaël Monfils reprend la compétition pour le début de la saison 2012 lors du tournoi de Doha, où il élimine Rui Machado (7-5, 6-3), Benjamin Becker (7-5, 4-6, 7-5), Viktor Troicki (6-2, 6-3), puis surtout Rafael Nadal en demi-finale qu'il bat (6-3, 6-4) pour la seconde fois au cours d'un match où il met le Majorquin sous pression, pour atteindre la finale du tournoi contre Jo-Wilfried Tsonga, qu'il perd (5-7, 3-6) après avoir mené 5-3 dans la première manche. Tête de série no 14 à l'Open d'Australie, il perd au troisième tour contre Mikhail Kukushkin, 92e à l'ATP (2-6, 5-7, 7-5, 6-1, 4-6).
À l'Open de Montpellier, il atteint la finale en éliminant Michael Russell (6-3, 6-3), Jarkko Nieminen (6-3, 6-3) et Gilles Simon (4-6, 7-64, 6-4) mais ne réussit pas à conserver son titre contre Tomáš Berdych, qui le bat 2-6, 6-4, 3-6. Forfait aux Masters d'Indian Wells, il chute en huitième de finale des Masters de Miami contre Juan Mónaco (6-4, 3-6, 4-6).
Après plus d'un mois et demi d'arrêt pour blessure, il reprend la compétition sur la terre battue bleue des Masters de Madrid, où il perd en huitième de finale contre Tomáš Berdych (1-6, 1-6), puis la semaine suivante aux Masters de Rome chute au deuxième tour contre Juan Carlos Ferrero (5-7, 3-6). Il s'incline ensuite lors de son premier match de l'Open de Nice contre Brian Baker et, annonçant une blessure au genou droit, déclare forfait pour Roland-Garros, Wimbledon, les Jeux olympiques de Londres puis l'US Open.
Il revient à la compétition à la mi-septembre, après quatre mois d'arrêt et une chute à la 44e place mondiale, lors de l'open de Moselle, où il bat notamment Philipp Kohlschreiber (63-7, 6-4, 6-4) mais perd en demi-finale contre Andreas Seppi (6-3, 1-6, 4-6). Il poursuit sur court couvert en Asie lors de l'Open de Bangkok où il élimine Kevin Anderson (6-4, 2-6, 7-5), puis Viktor Troicki (7-5, 7-5) mais perd en quart contre Gilles Simon (6-4, 6-1). Blessé au genou, il est contraint à nouveau de déclarer forfait pour le reste de la saison en Asie. Malgré une tentative de retour lors de l'Open de Stockholm, où il perd au premier tour contre le 436e mondial Patrik Rosenholm, il doit déclarer forfait pour le reste de la saison. Il termine la saison à la 77e place mondiale, soit son plus mauvais classement depuis mai 2005 et sa percée sur le circuit ATP.
Après plusieurs mois d'absence et des questionnements liés à ses blessures aux genoux, Gaël Monfils entame la saison 2013 avec l'Open de Doha, où il élimine Mousa Shanan Zayed (6-0, 6-3), puis Philipp Kohlschreiber (6-4, 2-6, 6-4). Il est battu par Daniel Brands (1-6, 5-7) et chute à la 99e place mondiale. La semaine suivante, il joue le tournoi d'Auckland où il bat Benjamin Becker (62-7, 6-3, 6-4), Greg Jones (6-4, 6-2) puis Tommy Haas (3-6, 7-5, 6-3) mais s'incline contre David Ferrer en demi-finale (1-6, 2-6). Il commence l'Open d'Australie en battant Alexandr Dolgopolov (69-7, 7-64, 6-3, 6-3), puis difficilement Lu Yen-hsun (7-65, 4-6, 0-6, 6-1, 8-6), mais s'incline au troisième tour contre Gilles Simon (4-6, 4-6, 6-4, 6-1, 6-8) dans un match de 4 h 40, « interminable et parfois surréaliste », où les deux joueurs ont connu des problèmes physiques.

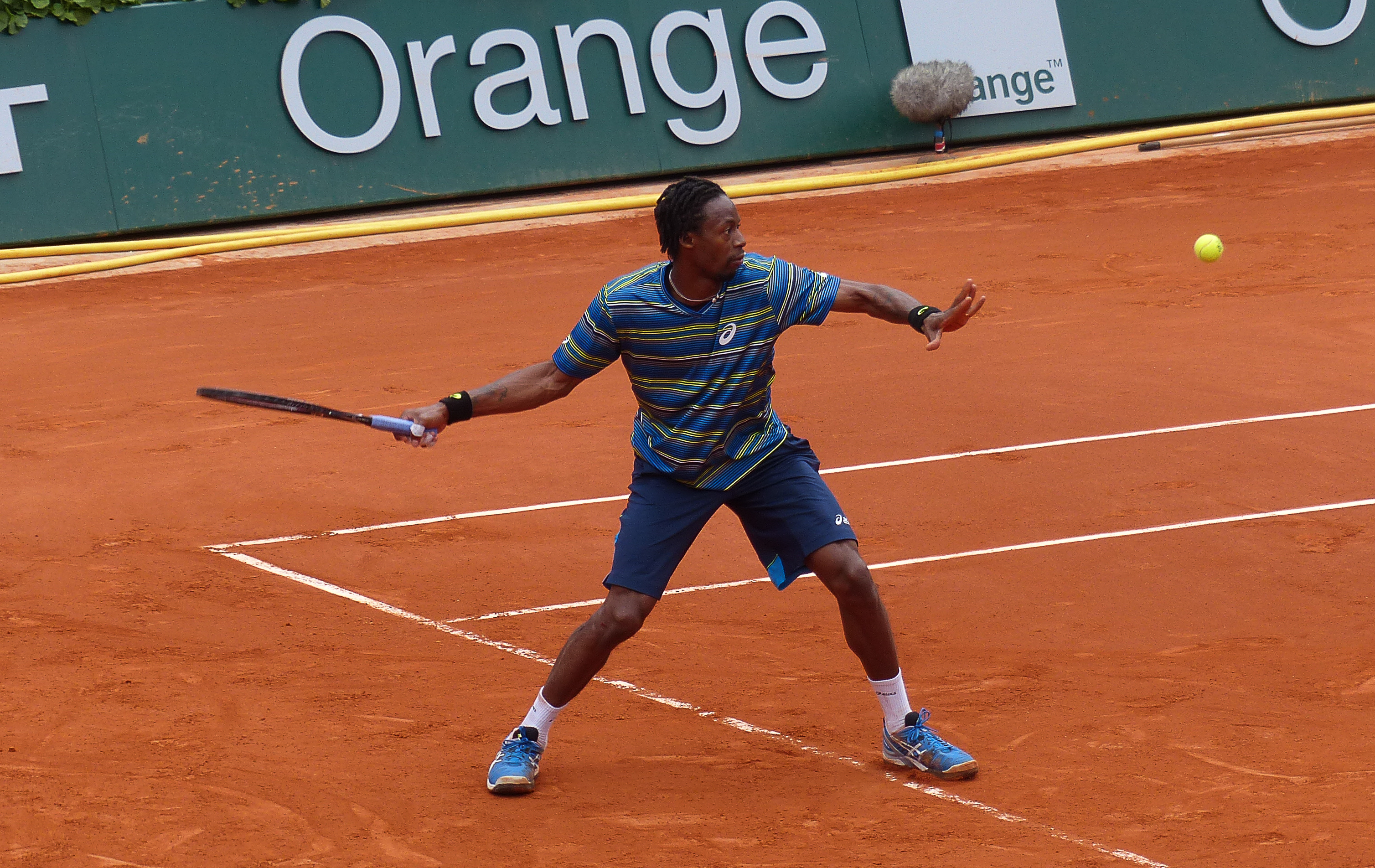
Gaël Monfils aux Internationaux de France 2013.

Sorti du top 100 mondial, il joue l'Open de Montpellier où il élimine Ruben Bemelmans (7-5, 6-4) mais chute contre Richard Gasquet (3-6, 6-2, 3-6). Il s'incline ensuite aux premiers tours du tournoi de Rotterdam contre Juan Martín del Potro (3-6, 4-6) puis de l'Open de Marseille contre Marcel Granollers (4-6, 4-6). Il déclare alors forfait pour la tournée nord-américaine et annonce qu'Éric Winogradsky, détaché pour l'occasion de la fédération, sera désormais son nouvel entraîneur. Cependant après seulement deux mois Gaël Monfils rompt leur association et décide de se préparer seul pour les tournois à venir. Pour préparer Roland-Garros pour lequel il a obtenu une invitation, il participe au tournoi Challenger de Bordeaux qu'il remporte en battant en finale Michaël Llodra (7-5, 7-65). La semaine suivante, invité à l'Open de Nice il élimine Santiago Giraldo (4-6, 6-3, 6-3), Fabio Fognini (6-2, 7-65), Robin Haase (6-2, 6-3) puis Pablo Andújar (7-5, 6-4) et se qualifie pour sa 18e finale ATP de sa carrière qu'il perd contre Albert Montañés (0-6, 63-7). Après plusieurs semaines en intermittence et de résultats décevants, c'est dans un contexte d'une grande série de matches d'affilée sur terre battue — mais aussi d'un certain degré de fatigue — qu'il aborde Roland-Garros où il affronte au premier tour Tomáš Berdych. Il bat ce dernier pour la première fois de sa carrière au terme d'un match au score très serré de 7-68, 6-4, 63-7, 64-7, 7-5, puis élimine Ernests Gulbis (65-7, 6-4, 7-64, 6-2) mais s'incline face à Tommy Robredo (6-2, 7-55, 2-6, 63-7, 2-6) après avoir eu quatre balles de match. Malgré cette défaite, sa série de matches sur terre battue lui permet de revenir à la 67e place mondiale avant l'entame de la saison sur gazon.
Alors qu'il annonce son futur forfait pour Wimbledon (pour des raisons personnelles non précisées), Gaël Monfils réalise pourtant un bon parcours sur gazon lors du tournoi de Halle en battant Milos Raonic (6-4, 6-2) puis Jan Hernych (6-2, 6-3) pour s'incliner en quart de finale contre Tommy Haas (7-64, 3-6, 3-6).
En août, après un bon parcours où il élimine notamment Tommy Robredo (7-62, 4-6, 6-2), Fernando Verdasco (68-7, 6-4, 6-4) et Alexandr Dolgopolov (7-69, 6-3), il perd sur abandon (blessure à la hanche) contre Jürgen Melzer (3-6, 1-2 ab.) pour sa quinzième finale lors de l'open de Winston-Salem. Sur ce bon résultat, il commence l'US Open en éliminant Adrian Ungur (6-1, 6-2, 6-0) mais s'incline au second tour contre John Isner (5-7, 2-6, 6-4, 64-7) lors d'un match « spectaculaire » et particulièrement apprécié du public qui a même majoritairement soutenu le joueur français, au détriment de son adversaire américain qui s'en est déclaré affecté.
Lors des Masters de Shanghai, après avoir battu Tatsuma Ito et Vasek Pospisil, il élimine Roger Federer (6-4, 65-7, 6-3) en huitième et réalise un bon match en quart de finale contre Novak Djokovic (7-64, 2-6, 4-6) où il finit par céder physiquement.

### 2014: 1/4 de finale à Roland-Garros et à l'US Open, finale de Coupe Davis,5etitre ATP et retour dans le top 20

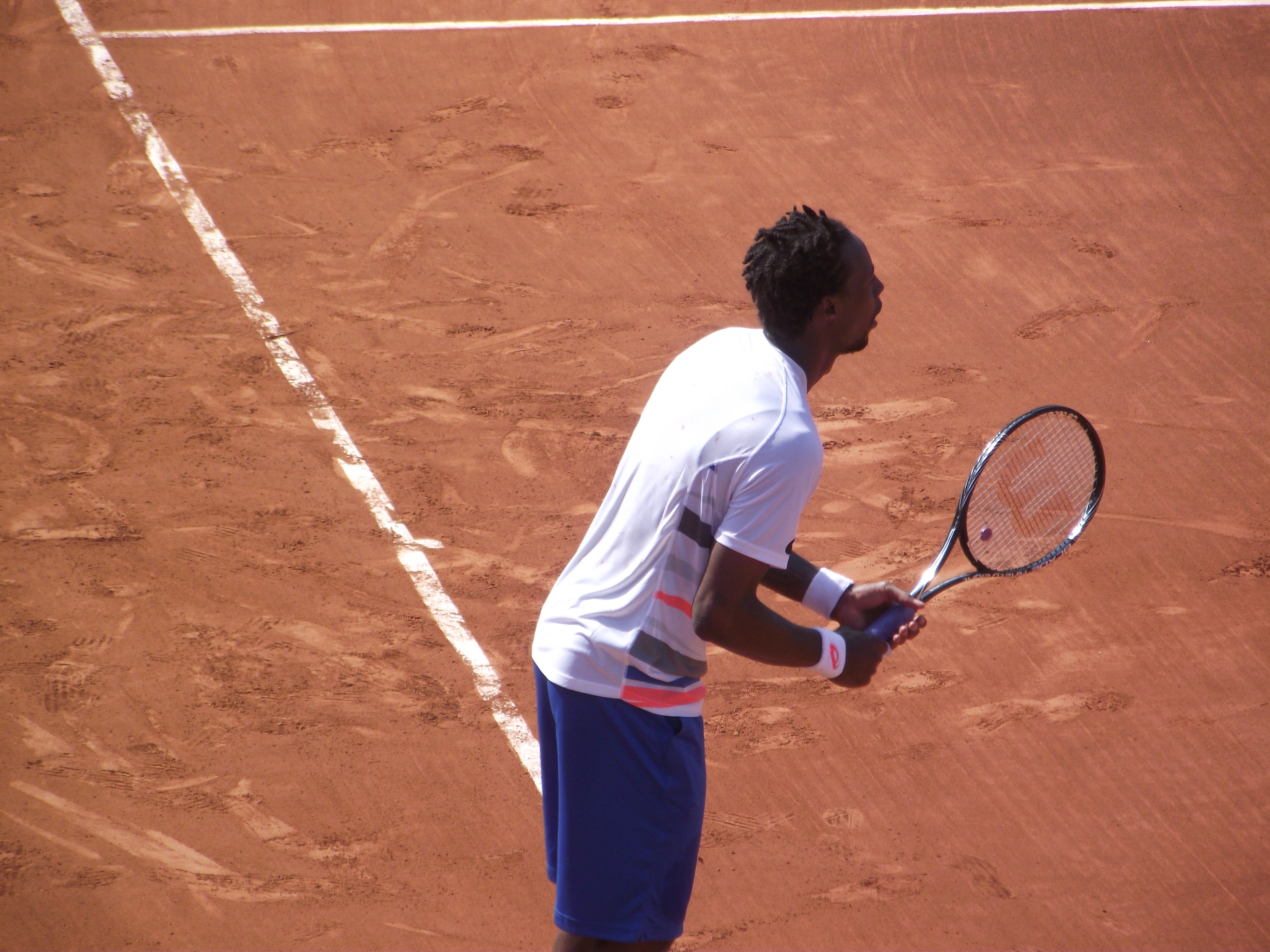
Gaël Monfils lors du tournoi de Roland-Garros en 2014.

Gaël Monfils entame la saison 2014 par l'Open de Doha, où il élimine Santiago Giraldo (7-61, 6-2), Richard Gasquet (6-2, 7-5), Daniel Brands (6-2, 6-1), Florian Mayer (6-3, 6-2) mais s'incline pour sa troisième finale au Qatar face à Rafael Nadal (1-6, 7-65, 2-6). Il commence l'Open d'Australie en tant que tête de série no 25 par une victoire contre Ryan Harrison (6-4, 6-4, 6-4) avant de battre Jack Sock (7-62, 7-5, 6-2). En 1/16 de finale, il est stoppé par le numéro 1 mondial Rafael Nadal sur un score assez net de 6-1, 6-2, 6-3.
Il gagne l'Open de Montpellier face à Richard Gasquet (6-4, 6-4). Il joue ensuite le quart de finale de coupe Davis contre l'Allemagne et participe à la qualification de l'équipe de France pour les demi-finales de l'épreuve.
Il participe au tournoi de Roland-Garros et s'incline en quart de finale face à Andy Murray (4-6, 1-6, 6-4, 6-1, 0-6) après avoir battu Victor Hănescu au premier tour, Jan-Lennard Struff au second, Fabio Fognini au troisième et Guillermo García-López en huitième de finale.
En juin, il participe au tournoi de Wimbledon, et s'incline dès le deuxième tour face au jeune Tchèque Jiří Veselý en 5 sets (63-7, 3-6, 7-61, 7-63, 4-6) après avoir battu au premier tour le Tunisien Malek Jaziri en 3 sets (7-65, 7-5, 6-4). Ensuite, il commence le Masters 1000 du Canada en battant au premier tour Radek Štěpánek (6-3, 7-5). Au deuxième tour, il affronte Novak Djokovic et s'incline mais a failli le battre (6-2, 64-7, 7-62). Ensuite, il participe au tournoi de Cincinnati où il bat en 3 sets l'Argentin Federico Delbonis (6-3, 3-6, 6-3) puis l'Espagnol Roberto Bautista-Agut. Enfin, il s'incline face à Roger Federer(6-4, 4-6, 6-3).
Il participe ensuite à l'US Open. Il bat Jared Donaldson au premier tour (6-4, 6-2, 6-4). Après un premier set serré, il écarte Alejandro González (7-5, 6-3, 6-2). Au troisième tour, il passe aisément son compatriote Richard Gasquet (6-4, 6-2, 6-2). En huitième de finale, il bat le Bulgare Grigor Dimitrov au terme d'un match très serré (7-5, 7-66, 7-5). En quart de finale, il s'incline face à Roger Federer (4-6, 3-6, 6-4, 7-5, 6-2) après avoir obtenu 2 balles de match dans le quatrième set sur le service du Suisse. Une fin de tableau dégagé du Big Four l'attendait avec Marin Cilic joueur contre qui il n'a jamais perdu, puis Kei Nishikori en finale.
En demi-finale de Coupe Davis, il bat Lukáš Rosol (5-7, 6-4, 7-5).
Il commence l'Open de Moselle. Il bat Michał Przysiężny (7-5, 6-1) puis Jerzy Janowicz (6-3, 6-4) et s'incline en demi-finale face à João Sousa (7-66, 6-2).
Après un mois d'arrêt à cause d'une blessure au genou, il revient pour disputer le Masters 1000 de Paris Bercy. Ironie du sort, il reprend la compétition face à João Sousa au premier tour. Il s'impose aisément (6-1, 6-4). Au tour suivant, à l'issue d'un match solide où il ne concède aucune balle de break, il élimine l'Américain John Isner (6-4, 7-64). Il est finalement battu par sa bête noire, Novak Djokovic, au 3e tour (6-3, 7-62) malgré des coups d'anthologie dans la seconde manche.
Le 21 novembre, lors de la finale de la Coupe Davis opposant la France à la Suisse, Monfils s'impose en simple (6-1, 6-4, 6-3) contre Roger Federer et permet ainsi à la France de revenir à 1-1. Mais la France s'incline lors du double avant que Roger Federer ne batte Richard Gasquet le lendemain, empêchant Gaël Monfils d'affronter Stanislas Wawrinka dans un potentiel 5e match décisif. La Suisse s'impose donc 3-1.

### 2015: saison mitigée et blessures à répétition
Gaël Monfils ne joue aucun tournoi de préparation avant l'Open d'Australie où il arrive en méforme. Au premier tour, il élimine dans la douleur le Français Lucas Pouille en 5 sets (63-7, 3-6, 6-4, 6-1, 6-4) avant de s'incliner au 2e tour face au Polonais Jerzy Janowicz également en 5 sets (6-4, 1-6, 63-7, 6-3, 6-3).
Engagé à Montpellier où il entame la campagne en indoor, il est battu en demi-finale par Richard Gasquet (6-4, 6-3). Puis, à Rotterdam, il cède en quarts de finale face à Tomáš Berdych (6-1, 6-4) après avoir sorti Édouard Roger-Vasselin et Roberto Bautista-Agut. À Marseille, il perd sa dix-septième finale face à Gilles Simon (6-4, 1-6, 7-64).
Alors qu'il devait faire l'impasse sur la Coupe Davis, il décide finalement de la jouer et remporte le deuxième point du premier jour face à l'Allemand Philipp Kohlschreiber. Mais il se blesse au genou et doit déclarer forfait pour Indian Wells.
Malgré cela, Gaël participe au tournoi de Miami fin mars. Au troisième tour, il bat Tsonga (6-4, 7-64) puis en huitième de finale, il chute lourdement contre Berdych lors d'une de ses fameuses glissades et est contraint d'abandonner.
En avril pour le début de la saison sur terre battue, au Masters de Monte-Carlo, il bénéficie in extremis de la dernière wild card. Il élimine au premier tour Andrey Kuznetsov puis au deuxième tour, il bat dans un match abouti son ami Alexandr Dolgopolov (7-65, 7-66). En huitième, il affronte le Suisse Roger Federer, 2e mondial et finaliste sortant, qu'il bat 6-4, 7-65 dans un match complet et propre, avant d'éliminer le 11e mondial Grigor Dimitrov en quart (6-1, 6-3) en moins d'une heure de jeu. Il atteint pour la toute première fois les demi-finales du Masters de Monte-Carlo, une première depuis Bercy 2010. Malgré cette performance inédite, il s'incline à nouveau face à Tomáš Berdych en demi-finale sur le score de 6-1, 6-4.
À la suite de cette belle performance, il participe à l'Open de Roumanie où il parvient à se hisser là encore jusqu'en demi-finale. Cependant, il est privé de finale par l'Espagnol Guillermo García-López, qui le bat en 3 sets (7-62, 4-6, 2-6). Se disant fatigué après cette série de bons résultats et touché à nouveau au genou gauche, il déclare forfait pour l'Open de Munich.
Il reprend la compétition une semaine plus tard, au Masters de Madrid où il bénéficie du statut de tête de série no 13. Il expédie au premier tour le Serbe Viktor Troicki (6-2, 6-0) avant de s'incliner au deuxième tour face à Marcel Granollers, au bout d'un combat de 3 h 20 de jeu. Alors que l'Espagnol allait servir pour le match dans le troisième set, le Français parvient à débreaker et semble être en pleine confiance pour éteindre son adversaire, à bout de force et souffrant de crampes. Mais finalement le Barcelonais réalise un nouveau break et s'impose (7-66, 67-7, 6-4). Au lendemain de cette défaite, Monfils annonce son forfait pour le Masters de Rome.

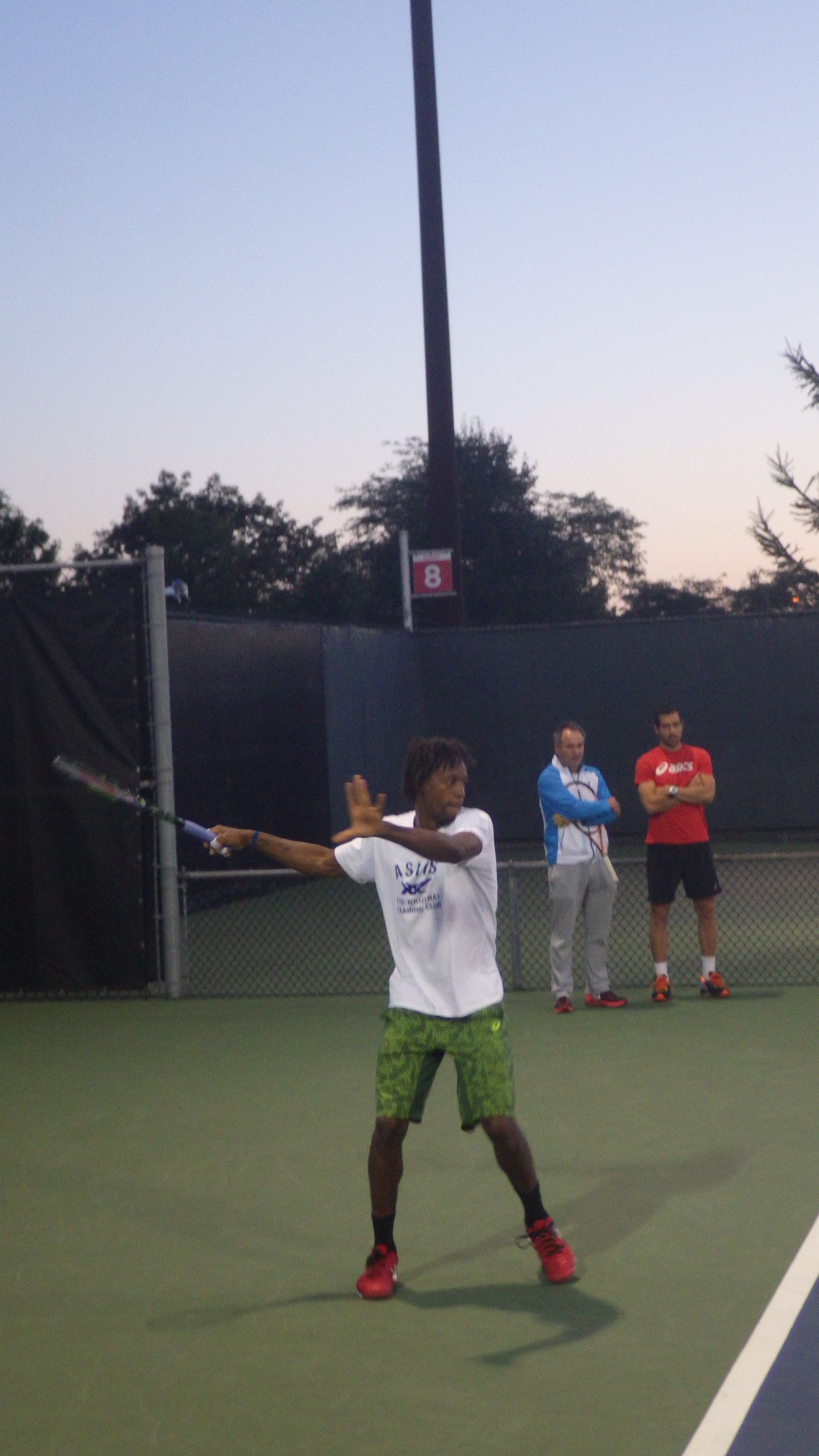
Gaël Monfils à l'entraînement durant les Masters du Canada à Montréal en 2015.

Lors de Roland-Garros, il passe le 1er tour en s'imposant face à son compatriote Édouard Roger-Vasselin en 4 sets, puis enchaîne plus difficilement en venant à bout en 5 sets de l'Argentin Diego Schwartzman au 2e tour et de l'Uruguayen Pablo Cuevas au tour suivant. C'est durant ce match que le Français crée l'exploit en remontant 5 jeux d'affilée dans le 4e set, alors mené 4-1 service à suivre pour l'adversaire. Galvanisant ainsi le public du Court Philippe-Chatrier, il remporte ce set et conclut dans le dernier grâce à l'énergie apportée par ce "miracle". Ainsi, il égale le record de l'Américain Harold Solomon du plus grand nombre de matchs en cinq sets lors de sa victoire contre Pablo Cuevas. Il retrouve en huitième de finale Roger Federer contre qui il s'incline en 4 sets (6-3, 4-6, 6-4, 6-1) après une interruption en raison de la tombée de la nuit.
Il commence sa saison sur gazon avec une demi-finale au tournoi de Stuttgart où il échoue contre Rafael Nadal. Il participe ensuite au tournoi de Halle, mais abandonne en quarts de finale contre Andreas Seppi, après s'être blessé en trébuchant et en venant s'écraser sur un panneau publicitaire. Il participe cependant au tournoi de Wimbledon où il élimine Pablo Carreño-Busta (6-4, 6-4, 7-5) au premier tour, puis Adrian Mannarino (7-6, 6-3, 7-5) au second. Il est éliminé au troisième tour par son compatriote Gilles Simon (6-3, 3-6, 6-7, 6-2, 2-6).
Quelques jours après cette défaite, il déclare ne pas faire partie de l'équipe de France pour le quart de finale de la Coupe Davis contre la Grande-Bretagne car celui-ci se déroule sur gazon, surface qu'il dit détester.
On le retrouve deux semaines plus tard à Umag, sur terre battue, où il s'incline en demi-finale face à l'Autrichien Dominic Thiem. Après cette défaite, il marque une nouvelle pause de deux semaines avant d'entamer la tournée américaine durant laquelle il enchaîne les mauvaises performances. Battu au deuxième tour par Gilles Müller à Montréal et dès le premier tour à Cincinnati face au Polonais Jerzy Janowicz, le Français apparaît physiquement diminué, sans repères et en manque de confiance, ne présageant rien de bon pour l'US Open. Entre-temps, il annonce la fin de sa collaboration avec Jan de Witt, son entraîneur, faisant, comme l'année précédente, cavalier seul pour le dernier Grand Chelem de la saison. Arrivé donc un peu diminué physiquement à Flushing Meadows, il dit retrouver progressivement ses sensations. Mais cela ne dure pas longtemps. Face à l'Ukrainien Illya Marchenko, issu des qualifications, il est contraint de déclarer forfait en raison d'une blessure au dos qu'il traine depuis Wimbledon, sur le score de 2-6, 6-4, 5-0 contre lui. Son parcours à l'US Open n'a donc pas duré longtemps et, après avoir fait des examens complémentaires, pour voir l'étendue des dégâts, le Français choisit de faire l'impasse sur la tournée asiatique qui commence en octobre.
Il fait son retour à la compétition après plus d'un mois et demi d'absence au tournoi de Vienne où il figure tête de série no 6. C'est durant ce tournoi qu'il inaugure sa collaboration avec son nouveau coach Mikael Tillström, membre de la "Good to great tennis Academy" qui compte notamment dans ses rangs le Suisse Stanislas Wawrinka, avec son entraineur Magnus Norman, et le Bulgare Grigor Dimitrov. Après avoir successivement battu Thomaz Bellucci, Paolo Lorenzi et Lukáš Rosol, Gaël Monfils s'incline en demi-finale du tournoi autrichien face à la tête de série no 1 David Ferrer (65-7, 5-7). Il conclut sa saison en participant au Master de Paris-Bercy durant lequel il ne fait qu'une brève apparition puisqu'il s'incline dès le 1er tour face à son compatriote Benoît Paire 6-2, 67-7, 4-6. Il menait pourtant 6-2, 4-0 dans la seconde manche avant que son adversaire ne renverse complètement le match. Cette défaite prématurée marque donc la fin d'une saison 2015 définitivement mitigée et peu glorieuse pour Gaël Monfils.
Bilan : il a brillé dans les tournois ATP 250 et 500 où il a atteint de nombreuses demi-finales. Mais son manque de résultats en Masters 1000 en dehors de Monte-Carlo et surtout en Grand Chelem explique son classement de fin de saison où il termine en dehors du top 20. Il affirme qu'il a régressé et qu'il s'agissait de l'une de ses pires saisons.

### 2016: meilleure saison en carrière: 1 titre, 2 finales, meilleur classement (6e) et1reparticipation au Masters
Il devait entamer sa saison par une participation inédite à la Hopman Cup, aux côtés de Caroline Garcia. Il décide finalement de déclarer forfait citant une blessure qu'il s'est infligée en participant à un tournoi d'exhibition, l'IPTL, en décembre 2015. C'est la deuxième fois après 2008 qu'il manque la Hopman Cup sur blessure. Il est remplacé par Kenny de Schepper.
Il commence donc sa saison par l'Open d'Australie. Il s'impose tout d'abord face au Japonais, issu des qualifications, Yuichi Sugita en 3 manches (6-1, 6-3, 6-2), puis face à son compatriote Nicolas Mahut en 3 sets également (7-5, 6-4, 6-1). Au 3e tour, il bat un autre tricolore, Stéphane Robert, 225e mondial, une nouvelle fois en 3 sets (7-5, 6-3, 6-2). Il décroche donc pour la deuxième fois dans sa carrière un ticket pour la seconde semaine de l'Open d'Australie. Du fait de l'élimination prématurée de Rafael Nadal et de l'abandon de Kevin Anderson, les deux autres têtes de série dans sa partie de tableau, au 1er tour, le Français bénéficie d'un tableau plus ouvert. En effet, il s'impose en huitième de finale face au jeune Russe Andrey Kuznetsov, 74e mondial, tombeur de Jérémy Chardy au 2e tour, en 4 sets (7-5, 3-6, 6-3, 7-64). Il s'agit du 7e quart de finale en Grand Chelem pour Gaël, le 1er à Melbourne. Il y affronte Milos Raonic, 14e mondial, contre qui il s'incline en 4 sets (3-6, 6-3, 3-6, 4-6).
Il poursuit sa saison à Montpellier où, visiblement diminué, il s'incline dès le 1er tour face à son compatriote Édouard Roger-Vasselin (4-6, 65-7). Il enchaîne la semaine suivante avec le tournoi de Rotterdam où il bat pour son entrée en lice le fantasque Letton Ernests Gulbis, issu des qualifications, (6-4, 6-4). Il s'impose au 2e tour face à Borna Ćorić (6-3, 5-7, 6-2), dans une rencontre haute en intensité, qu'il aurait pu écourter puisqu'il servait pour le match à 5-4 dans le 2e set. Il s'impose ensuite en quarts de finale face au jeune talent allemand Alexander Zverev (7-64, 6-3), épuisé par son combat la veille contre Gilles Simon, et en demi-finale face à Philipp Kohlschreiber (6-3, 6-2). En finale, il s'incline contre Martin Kližan (7-61, 3-6, 1-6) et concède sa 18e défaite en 23 finales disputées. Gaël était beaucoup moins expressif que d'habitude et s'est laissé dominer par la puissance de frappe du Slovaque dans les deux dernières manches sans entreprendre à son tour un jeu plus agressif. Ce parcours lui permet de gagner deux places au classement (16e). Il renonce à participer la semaine suivante à l'Open 13 de Marseille en raison d'une douleur aux ischio-jambiers, préférant se préserver pour le 1er tour de Coupe Davis prévu entre le 4 et 6 mars. Le Français avait déjà envisagé son forfait pour Marseille en conférence de presse lors du tournoi de Montpellier, deux semaines auparavant.
Yannick Noah fait appel à lui pour disputer le 1er tour de Coupe Davis en Guadeloupe, aux côtés de Gilles Simon, Richard Gasquet, Jo-Wilfried Tsonga et Édouard Roger-Vasselin. Il est aligné pour disputer les simples aux côtés de Simon, et remporte le premier point de la rencontre face à Frank Dancevic, 245e mondial, (6-3, 6-1, 6-3). L'équipe se qualifie par la suite pour les quarts de finale à l'issue du double. Il participe 4 jours plus tard, pour la première fois de sa carrière, à un match d'exhibition au Madison Square Garden à New York contre Stanislas Wawrinka durant lequel il a fait le show enchaînant tweeners, amorties et même coup avec la tête. Dans la foulée, il entame la saison américaine avec le tournoi d'Indian Wells. Exempté du 1er tour, il s'impose au tour suivant face à Pablo Carreño-Busta (7-5, 7-61), puis au 3e tour contre un autre espagnol, Albert Ramos-Viñolas, (6-1, 6-3). Qualifié pour les huitièmes de finale, il bat l'Argentin Federico Delbonis (6-3, 6-4), tombeur d'Andy Murray, no 2 mondial, au tour précédent, et retrouve en quart de finale Milos Raonic. Ce fut la première fois que Gaël Monfils atteignit ce stade de la partie en Californie. Toutefois il s'incline contre le Canadien en deux sets (5-7, 3-6) et 1 h 30 de jeu. Une défaite qui lui permet néanmoins de remporter 180 points sans pour autant monter dans le classement ATP. Il confirme son excellent début de saison la semaine suivante à Miami où il s'impose pour son entrée en lice face au qualifié Tatsuma Ito (6-3, 6-2), au tour suivant contre Pablo Cuevas (6-3, 6-4), puis en huitièmes de finale face à Grigor Dimitrov (65-7, 6-3, 6-3) au terme d'un match à multiples breaks et rebondissements. Il s'incline en quart de finale contre Kei Nishikori, 6e mondial, (6-4, 3-6, 63-7), après avoir notamment mené 0-40 sur le service du Japonais à 5-4 dans le 3e set et laissé filer au total 5 balles de match.
Le Français entame sa saison sur terre battue par le Masters 1000 de Monte-Carlo où il bat successivement Gilles Müller (7-5, 6-0), Paolo Lorenzi (6-2, 6-4), Jiří Veselý (6-1, 6-2), tombeur de Novak Djokovic au tour précédent, et Marcel Granollers (6-2, 6-4). Il se qualifie pour le dernier carré, comme l'an passé, et s'impose en demi-finale (6-1, 6-3) face à son compatriote Jo-Wilfried Tsonga. Atteignant pour la 3e fois de sa carrière la finale d'un Masters 1000, il s'incline face à Rafael Nadal (5-7, 7-5, 0-6) dans un match intense, long de 2 h 45. Cette performance inédite lui permet de se rapprocher un peu plus du top 10, en atteignant la 14e place du classement, soit 2 rang de plus. Dans sa conférence d'après-match, il confirme avoir l'envie de « gagner un gros titre » avant Roland-Garros. Il déclare forfait pour le tournoi de Munich 24 heures avant son entrée en lice en raison d'une douleur aux adducteurs, provoquée lors d'un entraînement contre David Goffin. Gaël Monfils a ressenti une « douleur aiguë » à l'adducteur gauche et préfère ne prendre aucun risque « pour arriver à 100% à Roland Garros ». Après des examens complémentaires, la blessure s'est avérée beaucoup moins grave. On le retrouve donc au Masters 1000 de Madrid où il bat au 1er tour Kevin Anderson, lui aussi de retour à la compétition, (6-4, 6-1) avant de s'incliner prématurément au tour suivant face à Pablo Cuevas (7-65, 3-6, 64-7) au cours d'un match interrompu par un problème d'éclairage qui a causé un changement de court au milieu de la 3e manche. Atteint de maux gastriques et d'envies de vomir, il s'incline dès son entrée en lice la semaine suivante à Rome contre Thomaz Bellucci (3-6, 62-7). Atteint d'une infection virale ayant nécessité une hospitalisation, Gaël Monfils déclare forfait pour Roland-Garros.

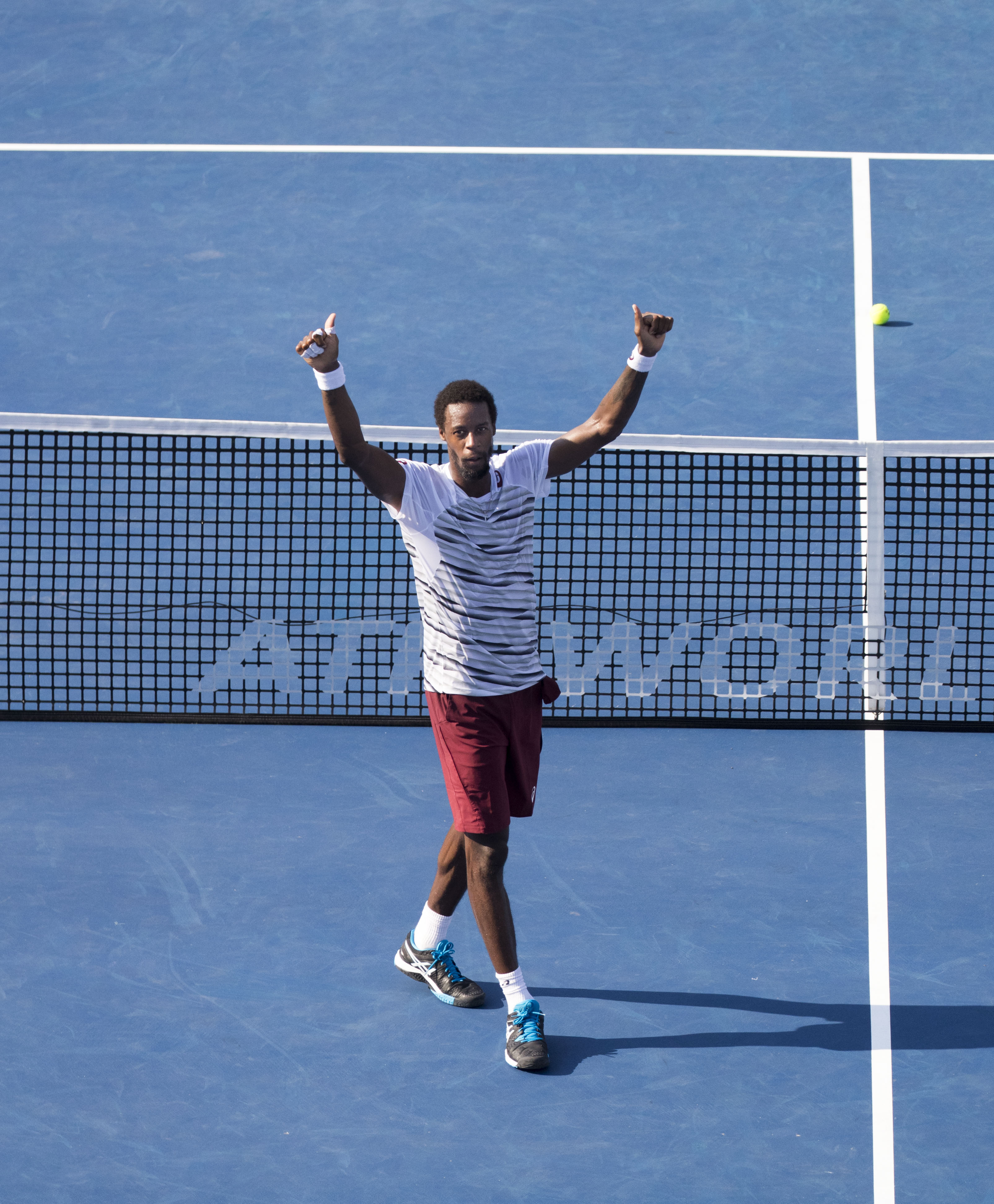
Gaël Monfils à l'issue du tournoi de Washington en 2016.

Encore affaibli physiquement, il renonce à participer au tournoi de Stuttgart. Après 5 semaines d'absence, il fait son retour à la compétition à Wimbledon. Il y affronte au 1er tour son compatriote Jérémy Chardy contre qui il s'incline sur le score de 7-64, 0-6, 6-4, 1-6, 2-6. À l'issue du match, il avoue se sentir « épuisé » après sa convalescence mais reste confiant pour le reste de la saison avec un seul mot d'ordre : « s'entraîner ». Il n'est pas retenu par Yannick Noah pour disputer le quart de finale de Coupe Davis contre la République tchèque du 15 au 17 juillet.
Il reprend sa saison par la tournée américaine estivale en participant tout d'abord au tournoi de Washington. Il écarte coup sur coup Lu Yen-hsun (6-3, 6-2), Borna Ćorić (6-2, 6-3), Sam Querrey (6-4, 3-6, 6-1) et Alexander Zverev (6-4, 6-0). Il s'impose en finale contre Ivo Karlović (5-7, 7-66, 6-4) en un peu plus de deux heures alors que le Croate servait pour le match à 5-4 dans la 2e manche. Le Français remporte ainsi le 6e titre de sa carrière, son 1er ATP 500. On le retrouve deux jours plus tard aligné au Masters 1000 du Canada où il enchaîne parfaitement en battant successivement le Portugais João Sousa (6-3, 6-3), le local Vasek Pospisil (7-66, 6-0) et David Goffin, 11e mondial, (7-65, 2-6, 6-4). En quart de finale, il élimine Milos Raonic, 7e joueur mondial, (6-4, 6-4). Après une série de 9 victoires consécutives, la meilleure de sa carrière, il s'incline en demi face à Novak Djokovic (3-6, 2-6) en 1 h 15. À l'issue de ces deux semaines très prolifiques, le Français monte à la 11e place du classement ATP, soit 6 rangs de plus. « Fatigué » de ces enchaînements (10 matches en 11 jours), il profite d'une semaine de repos pour se remettre d'aplomb avant de représenter la France aux Jeux olympiques de Rio. En double, il perd d'entrée de jeu aux côtés de Jo-Wilfried Tsonga (1-6, 4-6) face aux Américains Brian Baker et Rajeev Ram. En revanche en simple, il élimine tout d'abord Vasek Pospisil (6-1, 6-3), puis Rogério Dutra Silva (6-2, 6-4). Seul rescapé tricolore des huitièmes de finale en battant Marin Čilić, 14e mondial, (66-7, 6-3, 6-4), il s'incline en quart contre le Japonais Kei Nishikori, 6e mondial, (64-7, 6-4, 66-7), après avoir manqué 3 balles de match dans le tie-break du dernier set (il menait 6 points à 3), dans un combat épique de près de trois heures,. Aligné la semaine suivante au Masters 1000 de Cincinnati, il s'impose pour son entrée en lice face à Pablo Carreño-Busta (6-3, 6-4), puis contre Márcos Baghdatís (7-5, 6-0). Malgré son succès sur le Chypriote, il se retire du tournoi à l'issue de la rencontre. Il déclare être fatigué et gêné au dos, préférant se préserver pour l'US Open. Il arrive pourtant en bonne forme à Flushing Meadows où il bat consécutivement Gilles Müller (6-4, 6-2, 7-65), Jan Šátral, 226e mondial et issu des qualifications, (7-5, 6-4, 6-3), Nicolás Almagro (6-4, 6-2, 6-4) et Márcos Baghdatís en huitième (6-3, 6-2, 6-3). Il atteint pour la troisième fois de sa carrière les quarts de finale de l'US Open où il écarte Lucas Pouille (6-4, 6-3, 6-3), 25e mondial, en tout juste deux heures de jeu. Cette victoire lui permet de rallier pour la première fois de sa carrière les demi-finales du tournoi sans avoir perdu le moindre set. Auteur d’un parcours sans faute tout au long du tournoi, Gaël Monfils affronte le no 1 mondial Novak Djokovic, au cours d’un match pour le moins insolite. En effet, le Serbe remporte les deux premières manches facilement (6-3, 6-2), grâce notamment à la désinvolture du Français, sifflé par le public, pourtant si attaché à lui, et se faisant durement critiquer en direct par John McEnroe en parlant de « manque de professionnalisme » sur son attitude et son comportement étrange sur le court. Davantage concerné et beaucoup plus appliqué dans son jeu, le no 11 mondial remporte le 3e set (6-3). Toutefois, cela n’a pas suffi au Parisien pour créer l’exploit, qui s’incline finalement (3-6, 2-6, 6-3, 2-6), au terme d’une rencontre décousue, sous une chaleur étouffante. Il est néanmoins assuré d'intégrer le top 10, dont il n'avait plus fait partie depuis novembre 2011, et devient 6e au classement à la race, laissant entrevoir une éventuelle première participation aux Masters de Londres.
Il est convoqué par Yannick Noah pour disputer la demi-finale de Coupe Davis contre la Croatie, du 16 au 18 septembre. Toutefois, il déclare forfait durant le stage de préparation, blessé au genou et insuffisamment remis de sa tournée américaine. Il est remplacé par Richard Gasquet. Il entame la tournée asiatique par le tournoi du Japon où il élimine successivement Yuichi Sugita (6-3, 6-1), son ami Gilles Simon (6-1, 6-4) et Ivo Karlović (7-66, 7-66), dans un match où il a commis très peu de fautes directes. Il s'incline en demi-finale contre Nick Kyrgios (4-6, 4-6), futur vainqueur. Il enchaîne ensuite avec le Masters 1000 de Shanghai. Exempté du 1er tour, il bat pour son entrée en lice Kevin Anderson (7-64, 6-3). Il est alors assuré de retrouver la 7e place mondiale, son meilleur classement, qu'il avait atteint en 2011. En 1/8 de finale, il est battu par David Goffin (6-4, 4-6, 2-6). Le Français peut nourrir des regrets puisqu'il menait 4 jeux à 1 dans la 2e manche. Tête de série no 1 la semaine suivante à Stockholm, il crée la surprise en s'inclinant dès son entrée en lice contre Gastão Elias, 61e mondial, (64-7, 1-6).
Il apprend le 27 octobre qu'il est le sixième joueur à se qualifier pour le Masters de Londres, une grande première dans sa carrière. Atteint de douleurs intercostales, et afin de se préserver pour ce rendez-vous, il déclare forfait pour le Masters 1000 de Paris-Bercy, où il avait été éliminé au 1er tour l'an passé. Malgré ce forfait, le Français atteint la 6e place mondiale le 7 novembre 2016, le meilleur classement de sa carrière. Gaël Monfils arrive dans la capitale britannique avec peu de repères dans ses bagages, n'ayant commencé à s'entraîner que 4 jours avant son premier match. Il est battu à cette occasion par Milos Raonic (3-6, 4-6). Il s'incline ensuite lors du 2e match contre Dominic Thiem (3-6, 6-1, 4-6) et ne participera donc pas aux phases finales. Toujours handicapé par ses douleurs intercostales, il renonce à disputer son dernier match de poule contre Novak Djokovic, finissant dernier de son groupe, et terminant son année à la 7e place mondiale.

### 2017: saison difficile, blessures et forfaits à répétition, sortie du top 40
Gaël Monfils commence sa saison 2017 à l'Open d'Australie. Tête de série no 6, il bat successivement Jiří Veselý, Alexandr Dolgopolov et Philipp Kohlschreiber. Auteur jusqu'alors d'un niveau de jeu puissant et élevé, il affronte en huitième de finale Rafael Nadal. Il s'incline en 2 h 55 de jeu (3-6, 3-6, 6-4, 4-6), après un match similaire à celui de l'US Open 2016 contre Novak Djokovic, ne développant son jeu qu'à partir de la 3e manche. Pourtant numéro un tricolore, il n'est pas retenu par Yannick Noah pour disputer le 1er tour de la Coupe Davis contre le Japon. Le sélectionneur a fait ce choix en prétextant vouloir « préserver l'état d'esprit du groupe », qui, selon lui, a pu être affecté par le manque de motivation de Gaël Monfils lors de la campagne 2016.
Il reprend la compétition un mois plus tard, à Marseille où il est éliminé en quart de finale par Richard Gasquet (7-65, 4-6, 2-6), après 2 h 15 de jeu. La semaine suivante, à Dubaï, il s'impose face à Mohamed Safwat, 199e mondial, non sans convertir que 2 balles de break sur 17 obtenues. Il écarte ensuite Daniel Evans en trois sets mais chute en quart de finale contre Fernando Verdasco (3-6, 5-7).
Présent au premier Masters 1000 de la saison, à Indian Wells, il bat difficilement Darian King, 131e mondial, (3-6, 6-0, 6-1), en raison de maux de tête persistants. Après une journée de repos, il retrouve ses sensations et écarte l'Américain John Isner. Il s'incline lourdement en huitième de finale contre Dominic Thiem (3-6, 2-6). En conférence de presse, il admet que son « niveau est de moins en moins bon » et déclare être énervé de ces résultats malgré le travail fourni en amont. Il renonce à participer au Masters 1000 de Miami en raison d'une fissure du tendon d’Achille gauche et sera indisponible pour une durée indéterminée. Pourtant sélectionné par Yannick Noah en qualité de remplaçant pour disputer le quart de finale de Coupe Davis contre la Grande-Bretagne, dans l'espoir que ses blessures se résorbent et qu'il puisse éventuellement devenir titulaire, Gaël Monfils ne prend finalement pas part à cette rencontre.
Ces blessures le contraignent également à manquer le Masters 1000 de Monte-Carlo, dont il est le finaliste sortant. La perte des points amassés l'an passé (600) le propulse par conséquent hors du top 15. Il fait son retour à la compétition un mois et demi plus tard, à Munich, mais chute dès son entrée en lice contre Chung Hyeon, 78e mondial. Il poursuit la semaine suivante avec le Masters 1000 de Madrid où il affronte au 1er tour Gilles Simon. Gaël Monfils remporte la 1re manche 6-0 avant de perdre la suivante sur le même score. Dans le set décisif, Monfils se procure 2 balles de match à 5-2 et sert pour la rencontre au jeu suivant, mais c'est finalement Gilles Simon qui l'emporte, (6-0, 0-6, 60-7). Blessé à nouveau à une cheville, il déclare forfait pour le Masters 1000 de Rome afin de se préserver pour Roland-Garros.
Il arrive Porte d'Auteuil sans repères mais entame ce tournoi avec confiance grâce à sa victoire au 1er tour sur Dustin Brown (6-4, 7-5, 6-0). Il signe à cette occasion la 400e victoire de sa carrière en simple. Il enchaîne parfaitement en écartant Thiago Monteiro puis Richard Gasquet sur abandon.

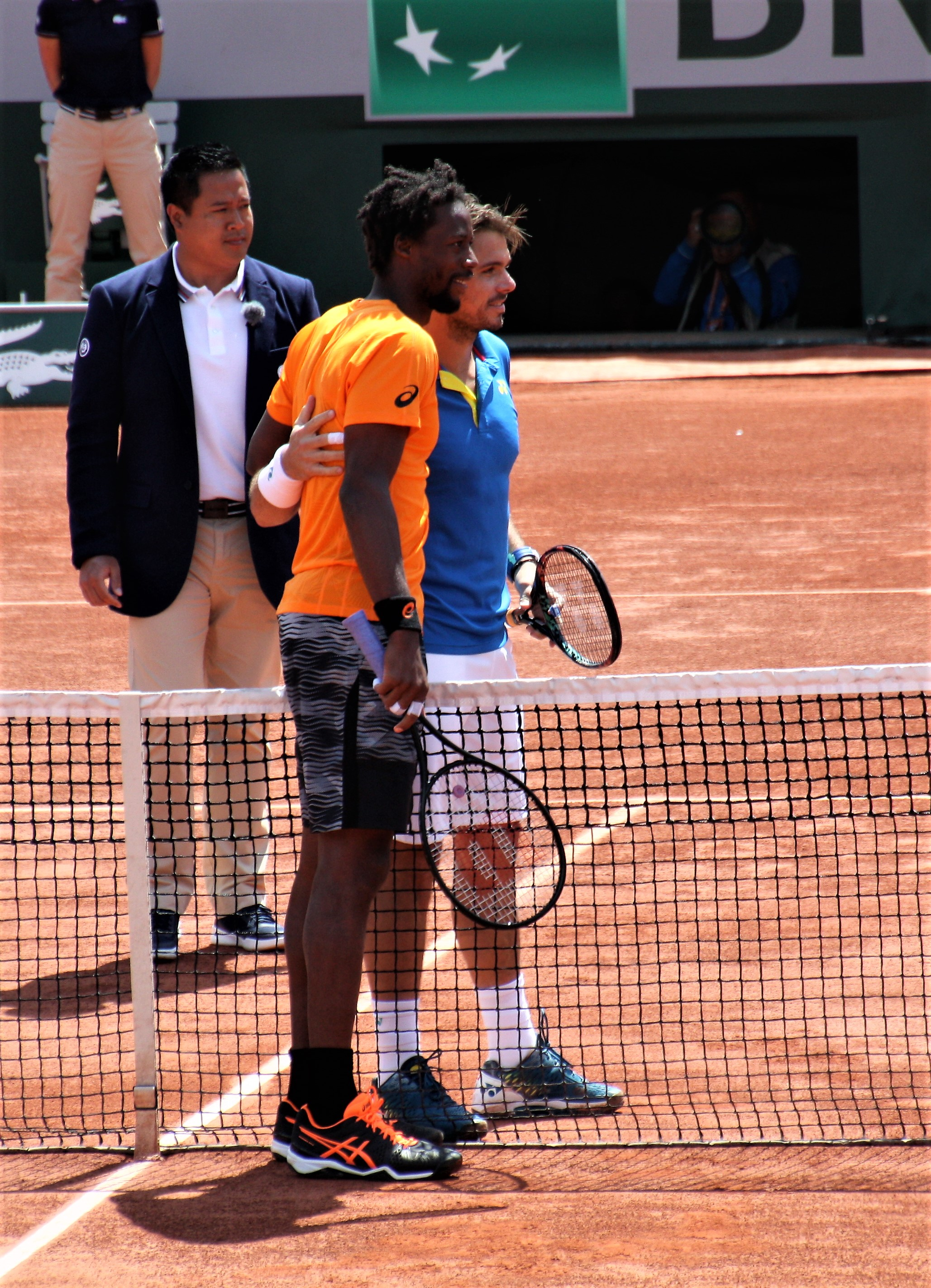
Gaël Monfils lors des huitièmes de finale de Roland Garros contre Stanislas Wawrinka (Photo Fred Sitbon)

Il est alors le seul Français qualifié pour les huitièmes de finale mais ne parvient pas à rivaliser face à Stanislas Wawrinka (5-7, 67-7, 2-6). Gaël Monfils se sera notamment procuré 12 possibilités de break, n'en convertissant que 2.
Il commence la saison sur gazon à Halle où il s'incline d'entrée contre Richard Gasquet (6-3, 4-6, 3-6). Auteur de 22 aces, le Parisien a pourtant bien commencé la rencontre en remontant 5 jeux d'affilée, après avoir été mené 3-1 dans la 1re manche. Seulement, son taux de conversion de balle de break est resté insuffisant (2 sur 13, soit 15%). Il aura eu notamment 5 occasions à 4 jeux à 4 dans le 2e set pour servir pour le match. Non prévu à son calendrier, il participe au tournoi d'Eastbourne grâce à une wild card. Il maîtrise parfaitement son entrée en lice en écartant Cameron Norrie (6-3, 6-2), puis, dans la même journée, Bernard Tomic (7-64, 6-0). Il retrouve Richard Gasquet en 1/2 finale pour la 4e fois de l'année, qu'il parvient à battre après plus de 2h30 de jeu (6-2, 67-7, 7-64). Le Parisien aurait pourtant pu écourter la rencontre après s'être procuré 2 balles de match à 5-4 dans le 2e set et une 3e occasion dans le tie-break de la même manche. Il se qualifie ainsi pour la première finale sur gazon de sa carrière, sa première de la saison. Il s'incline pour la 14e fois consécutive contre Novak Djokovic (3-6, 4-6) et concède sa 20e défaite en 26 finales disputées. Il arrive alors à Wimbledon en pleine confiance et entame parfaitement sa quinzaine en s'imposant tout d'abord face à Daniel Brands (6-3, 7-5, 6-4), puis contre Kyle Edmund (7-61, 6-4, 6-4). Cependant, il est éliminé en 5 sets au 3e tour par son compatriote Adrian Mannarino (63-7, 6-4, 7-5, 3-6, 2-6).
Il revient un temps sur terre battue et prend part au tournoi d'Umag. Tête de série no 2, il est évincé dès son entrée en lice par Rogério Dutra Silva, 64e mondial, (65-7, 6-4, 3-6). Une semaine plus tard, il arrive aux États-Unis pour défendre son titre à Washington. Il chute à nouveau dès son entrée en lice contre Yuki Bhambri, 200e mondial et issu des qualifications, (3-6, 6-4, 5-7), ce qui a pour conséquence sa sortie du top 20. Il enchaîne la semaine suivante avec le Masters 1000 de Montréal, dont il est le demi-finaliste sortant, sans réels repères et affronte au 1er tour Steve Johnson. Malgré un début de match compliqué, Gaël Monfils parvient à s'extirper du piège américain en se libérant peu à peu dans son jeu (2-6, 7-61, 6-1). Il signe ensuite la plus belle victoire de sa saison en éliminant au 2e tour Kei Nishikori au bout de 2 h 40 de jeu. Après avoir perdu la 1re manche (64-7), le Français est sous pression à 5-2 en faveur du Japonais. C'est alors qu'il aligne 5 jeux d'affilée pour remporter le 2e set (7-5). À nouveau mené 3-5 dans l'ultime manche, le tricolore débreake et revient à égalité. Les deux hommes se départagent dans un tie-break explosif où Gaël Monfils est d'abord rapidement mené 6 points à 2. C'est sans compter le soutien du public et l'audace du Parisien, auteur d'un revers puis d'un coup droit surpuissants, qu'il écarte 4 balles de match pour revenir à 6 partout. Une énième faute directe du Nippon permettra à Gaël Monfils de servir pour le match. Une seule occasion, la seule du match, lui suffira pour se propulser en 1/8 de finale. C'est la première fois que Gaël Monfils bat Kei Nishikori en 4 rencontres. Il finit par craquer lors du match suivant, long de 2 h 56, face à Roberto Bautista-Agut (6-4, 65-7, 62-7), malgré un break d'avance dans le 2e set et une balle de match dans le 3e. Habituellement absent des compétitions de double, il remplace une paire forfait et fait sensation aux côtés de Benoît Paire. Les deux hommes se hissent jusqu'en 1/4 de finale de la discipline après avoir notamment battu les têtes de série no 3 Jamie Murray et Bruno Soares.
Atteint d'un virus, il renonce à participer au Masters 1000 de Cincinnati afin de se préserver pour l'US Open, dont il est demi-finaliste sortant. Quelques jours avant le début de la compétition, Gaël Monfils déclare dans une interview qu'il « ne joue pas au niveau » auquel il a envie de jouer, soulignant des douleurs aux deux genoux et des difficultés sur son service. Moyennant quoi, le Français entame le Grand Chelem américain sans réelle certitude et débute par une première victoire sur Jérémy Chardy au 1er tour (7-66, 6-4, 6-3). Son 2e tour est en revanche bien plus chaotique contre Donald Young. Après une 1re manche bien manœuvré (6-3) et 4 balles de 2 sets à 0 ratées, le Français perd le 2e set (63-7) et commence à montrer des signes de fatigue et de douleur aux genoux et au dos. Un échange houleux avec l'arbitre à la suite d'un avertissement pour violation de temps lui « a redonné de la motivation » et remporte le 3e set (6-4). Il passe complètement au travers de la 4e manche (2-6) et finit par remporter le set décisif (7-5). En conférence de presse, il déclare avoir été à deux doigts d'abandonner et admet avoir forcé : « physiquement, j'ai beaucoup perdu », ouvrant en grand la porte du forfait pour le 3e tour : « je serai sous anti-inflammatoires, si ce n’est plus […] si ça se trouve je vais me retirer ». Il est pourtant présent sur le court face à David Goffin, strappé au bras et genou droits. Mais comme attendu, la rencontre a tourné court. Après une 1re manche accrochée dans laquelle il finit par s'incliner, le Français sombre ensuite dans le 2e set, après avoir été manipulé à la jambe droite. C'est à la suite de ce temps mort que Gaël Monfils fait le choix d'abandonner (5-7, 1-5, ab.). En conférence de presse, il déclare : « on joue blessé, on compense, ça n'est jamais très bon [...] je compense tellement que chaque partie me fait un peu mal ». Concernant la Coupe Davis, il le dit sans détour : « si Yannick Noah fait appel à moi, je ferai le maximum pour être prêt. » Mais sa priorité reste avant tout son corps : « je pense juste à faire des examens plus poussés pour voir le degré de gravité de chaque pépin ». En tous les cas, cette élimination a pour conséquence sa sortie du top 30, une première depuis janvier 2014.
Sélectionné dans un premier temps comme 5e homme pour affronter la Serbie en 1/2 finale de Coupe Davis, il déclare forfait en raison d'une blessure au genou droit, contractée à Flushing Meadows. Il déclare ensuite forfait pour les tournois de Saint-Pétersbourg, Tokyo, Shanghai, Anvers et Vienne. Au départ aligné au Masters 1000 de Paris-Bercy, il renonce à y prendre part 24 h avant le début de la compétition et met ainsi fin à une saison relativement chaotique. Il ne participe pas à la finale de la Coupe Davis, remportée par les Bleus, et devient le seul joueur de sa génération à ne pas la gagner.
Gaël Monfils a disputé 34 matches en 2017 (20 victoires pour 14 défaites) et pris part à une seule finale, à Eastbourne en juin. Il finit la saison au-delà de la 45e place mondiale, une première depuis août 2013, alors qu'il était 7e mondial en fin de saison 2016.

### 2018:7etitreATP,1er1/8 de finale à Wimbledon
Absent des courts depuis l'US Open en septembre 2017 à cause d'une blessure au genou, Gaël Monfils fait son retour sur le circuit plus tôt que prévu. En effet, prêt physiquement après une préparation foncière de plusieurs semaines à Miami, il décroche une wild-card pour le tournoi de Doha, dont il a été finaliste à trois reprises (2006, 2012 et 2013). Il bat tour à tour Paolo Lorenzi, puis les Allemands Jan-Lennard Struff et Peter Gojowczyk. En 1/2 finale, il bénéficie du forfait de Dominic Thiem (5e mondial), dans un état fiévreux. Il dispose en finale d'Andrey Rublev (6-2, 6-3) en 1 h de jeu et remporte ainsi le 7e titre ATP de sa carrière en simple, le premier depuis juillet 2016. Il s'envole ensuite pour l'Australie où il participe au World Tennis Challenge, un tournoi d'exhibition se déroulant à Adélaïde du 8 au 10 janvier. Après s'être incliné lors de son 1er match face à Thanasi Kokkinakis, il renonce à jouer son 2e et dernier match le lendemain pour se focaliser sur l'Open d'Australie. Gaël Monfils prend donc part ensuite au premier tournoi du Grand Chelem où il élimine au 1er tour le qualifié Jaume Munar. Il affronte au tour suivant Novak Djokovic, qui revient de blessure et qu'il n'a jamais battu en 14 confrontations. Le Français remporte la 1re manche facilement mais accuse le coup de la chaleur caniculaire (39°) au fil de la rencontre et cède les 2 sets suivants. Mieux physiquement dans la 4e manche, il s'offre 5 balles de break sans les concrétiser et finit par perdre le match après 2 h 45 de jeu (6-4, 3-6, 1-6, 3-6).
Non retenu par Yannick Noah pour le 1er tour de Coupe Davis contre les Pays-Bas, il s'envole début février pour l'Amérique du Sud où l'attend un mois de compétition. Il commence par le tournoi de Quito. Exempté du 1er tour, il écarte pour son entrée en lice Casper Ruud avant d'être éliminé en 1/4 de finale par Thiago Monteiro (118e) en 1 h 50 de jeu (4-6, 6-2, 4-6). En double, il atteint les 1/2 finales aux côtés de son ami Dorian Descloix, battu par les Chiliens Nicolás Jarry et Hans Podlipnik-Castillo. Il enchaîne ensuite avec le tournoi de Buenos Aires où il écarte coup sur coup Pablo Cuevas, Dušan Lajović et Leonardo Mayer. Il perd en 1/2 finale face à Dominic Thiem (2-6, 1-6). En double, Dorian Descloix et lui sont éliminés dès le 1er tour par les Argentins Andrés Molteni et Horacio Zeballos. On le retrouve la semaine suivante à Rio de Janeiro. Il frôle la défaite au 1er tour face à Horacio Zeballos. En effet, après le gain de la 1re manche (7-5), le Français concède la suivante (3-6) et se retrouve mené 5-3, 40-30 dans le 3e set. Il parvient finalement à sauver une balle de match, aligner 4 jeux d'affilée et remporter le dernier set (7-5). Au tour suivant, il renverse le numéro 3 mondial Marin Čilić (6-3, 7-68) sur deux jours après que la pluie soit venue interrompre la partie alors qu'ils étaient à 7-7 dans le tie-break du 2e set. Il lui aura fallu seulement 2 minutes 14 le lendemain pour remporter la rencontre et se qualifier pour les 1/4 de finale où il s'incline contre Diego Schwartzman (3-6, 4-6). Aligné cette fois-ci aux côtés de Marcelo Demoliner en double, il s'incline là encore au 1er tour contre David Marrero et Fernando Verdasco. Il clôt sa tournée sud-américaine par le tournoi de São Paulo où il s'incline d'entrée en simple contre Horacio Zeballos (3-6, 6-3, 3-6) et en double aux côtés de Dorian Descloix face à Roberto Carballés Baena et Guillermo García-López.
Présent à Indian Wells, il écarte pour son entrée en lice Matthew Ebden, puis domine en 2 h 35 la tête de série no 15 John Isner en sauvant une balle de match (65-7, 7-63, 7-5). Touché au dos, il est contraint d'abandonner au 3e tour face à Pierre-Hugues Herbert (2-6, 1-3, ab.). Il déclare forfait quelques jours plus tard pour le Masters 1000 de Miami. Toujours blessé, il n'est pas sélectionné pour disputer le 1/4 de finale de Coupe Davis contre l'Italie. C'est la 7e rencontre consécutive en sélection nationale à laquelle Gaël Monfils ne prend part sous le capitanat de Yannick Noah.
Toujours blessé au dos, il déclare forfait pour les tournois de Marrakech et Monte-Carlo. Il fait son retour à Munich mais est sorti d'entrée par le 90e mondial Mirza Bašić (2-6, 6-3, 3-6). Présent la semaine suivante au Masters 1000 de Madrid, il dispose au 1er tour de Nikoloz Basilashvili avant d'être terrassé par le numéro 1 mondial Rafael Nadal (3-6, 1-6). Sans vraiment convaincre, il est ensuite balayé d'entrée par Fabio Fognini (3-6, 1-6) au Masters 1000 de Rome. La capitale italienne ne réussit pas vraiment au Français puisqu'en 15 ans, il y aura participé 5 fois et connu 3 défaites au 1er tour. Il enchaîne avec une troisième défaite d'affilée à Lyon en s'inclinant d'entrée contre le 69e mondial Maximilian Marterer (6-2, 4-6, 4-6).

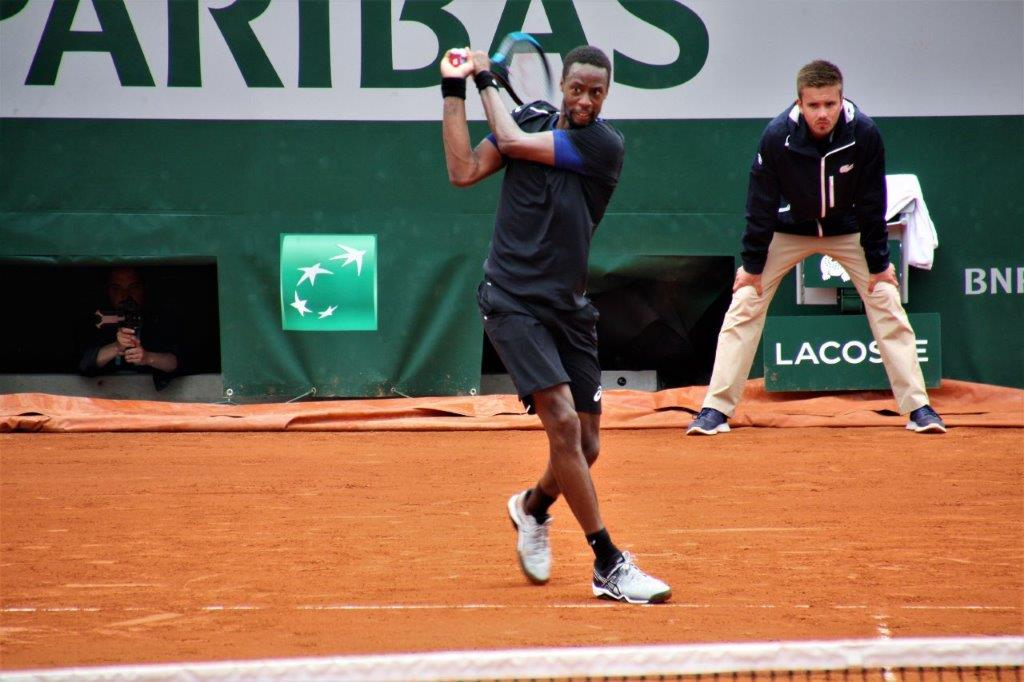
Gaël Monfils en 1/16e de finale de Roland Garros contre David Goffin

Le Français aborde donc Roland-Garros dans la plus grande incertitude en totalisant, une semaine avant le Grand Chelem parisien, un bilan sur terre battue de 7 victoires pour 8 défaites. Tête de série no 32, il écarte au 1er tour le jeune Français Elliot Benchetrit, puis Martin Kližan avant d'être éliminé au 3e tour par David Goffin en 5 sets et 4 h de jeu (7-66, 3-6, 6-4, 5-7, 3-6), manquant 4 balles de match dans la 4e manche.
Le 15 juin, est annoncée par un communiqué la fin de la collaboration entre Gaël Monfils et Mikael Tillström, son entraineur depuis octobre 2015. « Je suis triste de voir Mikael partir mais je voudrais le remercier pour son travail et son dévouement, explique Monfils dans son communiqué. Nous avons réalisé de grandes choses ensemble. Pour le moment, je vais prendre le temps de réfléchir à cette situation et consulter mon équipe pour évoquer les prochaines étapes. »
Malade, il déclare forfait pour le tournoi de Stuttgart. Il entame donc sa saison sur gazon avec sa nouvelle équipe composé d'un nouveau physiothérapeute (Petri Lehikoinen) et un préparateur mental (Nicolas Tacussel), à Antalya où il bénéficie d'une invitation. Exempté du 1er tour, il écarte pour son entrée en lice Blaž Kavčič, puis Guillermo García-López avant de s'incliner en 1/2 finale contre Adrian Mannarino (6-4, 64-7, 4-6). À Wimbledon, il domine avec autorité Richard Gasquet. À la fin de son match, il déclare se conditionner beaucoup mieux mentalement sur le gazon et que désormais "il se sent bien sur le gazon". Il bat ensuite Paolo Lorenzi et le demi-finaliste sortant Sam Querrey et accède pour la première fois de sa carrière en 1/8 de finale du tournoi londonien où il est éliminé par Kevin Anderson (64-7, 62-7, 7-5, 64-7).
Deux semaines plus tard, il retrouve à nouveau la terre battue et dispute le tournoi de Hambourg. Il écarte au premier tour Marco Cecchinato, titré deux jours auparavant à Umag, avant de s'incliner contre Leonardo Mayer (1-6, 5-7). Touché à la cuisse, il déclare forfait pour les tournois de Kitzbühel, Toronto et Cincinnati. Il fait son retour à la compétition six semaines plus tard à l'occasion de l'US Open. Vainqueur du qualifié Facundo Bagnis au premier tour, il abandonne au tour suivant contre Kei Nishikori (2-6, 4-5, ab.), touché au poignet droit après une mauvaise réception de la balle au filet.
Il refait son retour à la compétition mi-septembre à l'occasion du Challenger de Kaohsiung. C'est la première fois qu'il dispute un tournoi du circuit secondaire depuis 2013. Tête de série no 1, il remporte le tournoi en battant en finale le Sud-Coréen Kwon Soon-woo (6-4, 2-6, 6-1). Il ne parvient par à enchaîner les semaines suivantes, s'inclinant d'entrée à Chengdu contre le 129e mondial Lloyd Harris (6-3, 2-6, 1-6), à Pékin contre Fernando Verdasco (6-2, 63-7, 65-7) et à Shanghai face à Stéfanos Tsitsipás (64-7, 6-4, 4-6). Il revient en Europe et participe au tournoi d'Anvers. Il écarte tour à tour Ruben Bemelmans, Jo-Wilfried Tsonga, Vasek Pospisil et Diego Schwartzman. Il se qualifie pour sa deuxième finale ATP de la saison mais s'incline contre Kyle Edmund après un match accroché (6-3, 62-7, 64-7). Il enchaîne une sixième semaine de compétition en participant au tournoi de Vienne. Il écarte au premier tour Steve Johnson, puis s'offre John Isner, son deuxième top 10 de la saison, avant d'être contraint d'abandonner en quart de finale contre Fernando Verdasco (4-6, 1-6, ab.), touché au dos. Gaël Monfils annonce qu'il met un terme à saison à l'issue de ce tournoi, ne s'alignant donc pas au Masters 1000 de Paris-Bercy où il n'est plus apparu depuis 2015.

### 2019:8etitre ATP, nouveau 1/8 de finale à Roland-Garros, 1/4 de finale à l'US Open
Gaël Monfils annonce en décembre 2018 entamer une collaboration avec l'Américain Liam Smith. Forfait à Auckland en raison d'une blessure à la cuisse qui s'avère sans gravité, il entame sa saison à l'Open d'Australie. Facile vainqueur de Damir Džumhur au premier tour en ne lui laissant que quatre jeux, il s'incline au tour suivant contre Taylor Fritz (3-6, 7-68, 66-7, 65-7). En marge du tournoi, il officialise sa relation avec la joueuse ukrainienne Elina Svitolina.
Il revient à la compétition lors du tournoi de Sofia où il bat tour à tour Viktor Troicki, Mikhail Kukushkin et Stéfanos Tsitsipás, alors 12e mondial et récent demi-finaliste à l'Open d'Australie, avant de s'incliner en demi-finale contre Daniil Medvedev (2-6, 4-6). Il confirme sa bonne forme du moment en décrochant la semaine suivante le 8e titre ATP de sa carrière en simple (son deuxième dans la catégorie ATP 500) à Rotterdam après des victoires convaincantes contre David Goffin, Andreas Seppi, Damir Džumhur, Daniil Medvedev et Stanislas Wawrinka en finale (6-3, 1-6, 6-2). Il enchaîne avec le tournoi de Dubaï où il bat pour son entrée en lice le no 10 mondial Marin Čilić, puis écarte Márcos Baghdatís et Ričardas Berankis. Il se qualifie une nouvelle fois pour les demi-finales, la troisième consécutive de l'année, une première dans sa carrière. Toutefois, il est stoppé par Stéfanos Tsitsipás à l'issue d'un match marathon de 3 h (6-4, 64-7, 64-7). Ces performances lui permettent de réintégrer le top 20 et de redevenir numéro 1 français.
Il poursuit sa saison au Masters 1000 d'Indian Wells. Il dispose au premier tour de Leonardo Mayer, puis domine facilement Albert Ramos-Viñolas (6-0, 6-3) et le tombeur de Novak Djokovic, Philipp Kohlschreiber (6-0, 6-2). Son parcours s'arrête en quart de finale contre Dominic Thiem en raison d'une inflammation au tendon d'Achille gauche. Toujours convalescent, il est également contraint de renoncer au tournoi de Miami.
Après une préparation d'une semaine sur terre battue au Tatoï Club, près d'Athènes en Grèce, Gaël Monfils rallie Monte-Carlo mais se blesse à la cheville droite à l'entraînement contre Stanislas Wawrinka et est contraint de renoncer pour la troisième fois consécutive au tournoi monégasque. De retour fin avril pour le tournoi d'Estoril, il bat Reilly Opelka pour son entrée en lice mais chute au tour suivant contre la jeune vedette espagnole Alejandro Davidovich Fokina (7-62, 5-7, 4-6). Il enchaîne avec le Masters 1000 de Madrid où il bat au premier tour Andreas Seppi, puis Márton Fucsovics avant de s'incliner face à Roger Federer en huitièmes de finale malgré deux balles de match (0-6, 6-4, 63-7). Classé 17e au classement ATP à fin mai, il est tête de série no 14 à Roland-Garros. Après avoir battu facilement le Japonais Taro Daniel, puis ses compatriotes Adrian Mannarino et Antoine Hoang, il accède pour la huitième fois de sa carrière aux huitièmes de finale du tournoi. Toutefois, il ne parvient pas à disposer du finaliste sortant Dominic Thiem, tête de série no 4, qui l'élimine en trois sets (4-6, 4-6, 2-6). Après avoir cristallisé de nombreux espoirs, consécutifs à son bon début de saison et son changement d'état d'esprit annoncé, "La Monf" est vivement critiquée. Sa relation, annoncée terminée avec Elena Svitolina par certains médias et internautes, est en effet sujette à la critique après que le couple ait publié son quotidien sur les réseaux sociaux, et notamment Instagram, pendant le tournoi. Une partie du public lui reproche ainsi de mettre en scène son couple au détriment de ses objectifs, vers lesquels il n'est pas assez concentré. Peu après leur rupture annoncée, le français et l'ukrainienne démentent à travers une vidéo. Une relation vue d'un bon œil pour l'autre partie du public, qui estime que la stabilité est ce qu'il manque au français.
Il entame ensuite sa saison sur gazon par le tournoi de Stuttgart où il domine Steve Johnson pour son entrée en lice avant de s'incliner par surprise contre le 84e mondial et spécialiste de la surface Denis Kudla (5-7, 7-63, 63-7). La semaine suivante, il est éliminé d'entrée à Halle par Pierre-Hugues Herbert (66-7, 4-6). À Wimbledon, alors qu'il mène 2 sets 0 face à Ugo Humbert au premier tour, il finit par abandonner au cours de la dernière manche, blessé à la cheville (7-66, 6-3, 4-6, 5-7, 0-3). Il atteint les quarts de finale à l'US Open où il ne s'incline que face à l'italien Matteo Berrettini au tie-break du 5e set.

### 2020:9eet10etitre ATP
À l'Open d'Australie, le français bat Lu Yen-hsun, Ivo Karlovic et Ernest Gulbis. Il s'incline en huitième de finale face au futur finaliste, Dominic Thiem (6-2, 6-4, 6-4).
Ensuite, Gaël Monfils gagne coup sur coup les tournois de Montpellier et de Rotterdam. A Montpellier, il dispose d'Adrian Mannarino (4-6, 6-1,6-4) puis de Norbert Gombos (6-3, 6-4), Filip Krajinovic, tête de série n°7 (6-4,7-6) et pour terminer de Vasek Pospisil en finale, (7-5, 6-3). Il enchaîne à Rotterdam en sortant Joao Sousa (6-3, 6-2), Gilles Simon (6-4, 6-1), Daniel Evans (7-6, 6-2) et une nouvelle fois Filip Krajinovic cette fois-ci sur le score de 6-4, 7-6. En finale, il bat le jeune prodige canadien Félix Auger-Aliassime sur le score de 6-2, 6-4.

### 2021:17eannée consécutive avec une finale
Le 23 janvier 2021, il annonce officiellement qu'il se sépare de son entraîneur américain Liam Smith, et collabore désormais avec Günter Bresnik, l'ancien coach de Dominic Thiem. Cependant, il est accompagné par Richard Ruckelshausen en Australie pour préparer l'ATP Cup.
À l'Open d'Australie, il perd dès le premier tour face à Emil Ruusuvuori en 5 sets (6-3, 4-6, 5-7, 6-3, 3-6). Gaël Monfils est en larmes pendant la conférence de presse qui suit le match. Après une rupture de quelques semaines, il annonce sur les réseaux sociaux, ses fiançailles avec la joueuse de tennis Elina Svitolina en avril 2021.
Le 27 septembre, il perd en finale du tournoi de Sofia face à Jannik Sinner.

### 2022:11etitre ATP et 1/4 de finale à l'Open d'Australie
Monfils commence la saison 2022 en remportant le onzième titre ATP de sa carrière, lors du tournoi d'Adélaïde (ATP 250), où il bat en finale le Russe Karen Khachanov en deux sets (6-4, 6-4). Pour cette nouvelle année, il a également changé d'équipementier, puisqu'il utilisera le matériel de la marque française Artengo lors des cinq prochaines saisons,. À l'Open d'Australie, il se qualifie en quarts de finale sans concéder le moindre set, et s'incline en cinq sets après 4 heures de combat face à l'Italien Matteo Berrettini.
Il déclare forfait pour le match de barrage de Coupe Davis contre l'Équateur ayant lieu les 4 et 5 mars, contraint au repos après une fatigue qu'il impute à une troisième dose de vaccin anti-Covid. Il participe ensuite au Masters d'Indian Wells où il bat le numéro 1 mondial Daniil Medvedev au troisième tour puis s'incline contre Carlos Alcaraz.
Blessé au talon droit, il déclare forfait aux tournois de Roland-Garros, du Queen's, d'Eastbourne et de Wimbledon. Il reprend la compétition au Masters du Canada où il abandonne en huitièmes de finale face à Jack Draper, blessé au pied droit. Il ne rejoue plus cette saison et termine à la 52e place mondiale.

### 2023:12etitre à Stockholm et retour dans le top 100
Éloigné des courts depuis le 11 août 2022, en raison de douleurs au poignet, Gaël Monfils, fait l'impasse sur l'Open d'Australie, afin de bénéficier de la règle du classement protégé qui s'applique aux joueurs absents depuis au moins six mois. N'ayant pas défendu les points de son quart de finale de l'an passé, ainsi que de son titre à Adélaïde en ATP 250, ce dernier sort du top 100 pour la première fois depuis avril 2005 et se retrouve même à la 360ème place mondiale.
Son retour sur les courts s'effectue finalement à Indian Wells où il est sèchement battu dès le premier tour par Jordan Thompson (6-3, 6-1). En quête de temps de jeu, il décide alors de s'aligner au Challenger de Phoenix, où les organisateurs lui offrent une invitation. Pour son premier tournoi sur le circuit secondaire depuis son titre à Kaohsiung en 2018, il sort à nouveau dès le premier tour, malgré le gain de la deuxième manche, battu cette fois-ci contre Alexander Shevchenko (4-6, 7-6, 6-3). Pour conclure la tournée américaine du mois de mars, il est présent à Miami mais abandonne contre son compatriote Ugo Humbert après seulement 6 jeux disputés (3-3 ab.), victime d'une « décharge à la main ». C'est là son 24ème abandon sur le circuit principal, égalant ainsi le total de Tommy Haas. Après avoir fait l'impasse sur Monte-Carlo, il fait son retour à Banja Luka, contre Jiří Lehečka, où il subit une nouvelle défaite d'entrée (4-6, 3-6). Il parvient finalement à passer un tour à Ostrava dans un Challenger mais sans s'imposer puisque son adversaire, Evan Furness, abandonne en début de deuxième manche (6-3, 2-0, ab.). Il s'incline au tour suivant contre Damir Džumhur (3-6, 4-6). Poursuivant sa reprise à l'échelon inférieur, il est présent à Aix-en-Provence dans un tableau très relevé et hérite dès le premier tour d'Andy Murray. Pour leur premier affrontement depuis 2014, il s'incline pour la cinquième fois depuis son retour (3-6, 2-6). Voulant s'assurer une place pour Roland-Garros face à la forte concurrence pour l'obtention d'une invitation, il fait le choix d'utiliser son classement protégé pour son Grand-Chelem à domicile. La semaine précédente, il est invité à Lyon et connait à nouveau la défaite au premier tour, malgré le gain de la première manche, face à Pedro Cachín (6-2, 3-6, 4-6).
Il arrive donc à Roland-Garros sans avoir gagné un seul match depuis son retour et hérite au premier tour du 42e joueur mondial Sebastián Báez, spécialiste de la terre battue et plus jeune que lui de 14 ans. Le premier set tourne en faveur de l'Argentin qui se montre bien plus régulier mais Gaël Monfils hausse son niveau de jeu dans le deuxième et arrache la seconde manche. La partie s'apprête alors à basculer dans la troisième. Malgré un break d'entrée, ce dernier se fait remonter et doit faire face à trois balles de set sur son service. Dos au mur, il enchaine huit points consécutifs pour s'offrir un nouveau break, avant de conclure sur son service grâce à deux services-volées gagnants. Dans un court Philippe-Chatrier survolté par ce retour, le Français flanche dès l'entame de la quatrième manche face à un adversaire toujours en forme. En difficulté physiquement, il fait le minimum sur la fin dans l'espoir de s'imposer dans au cinquième set. Il le dit après la rencontre : « Je lâche le quatrième parce que je suis fatigué » et puis « je vais récupérer et je vais le [battre] dans le cinquième ». Et au terme d'un cinquième set endiablé, où il est largement mené, Gaël Monfils s'impose. Mais le 31 mai, il se présente en conférence de presse afin d'annoncer son forfait pour le second tour de Roland-Garros qu'il devait disputer en session de nuit face à Holger Rune, à la suite de la rupture partielle d'un ligament du poignet gauche.
De retour au tournoi de Washington, il bat Alexander Bublik, tête de série numéro 6 (6-3, 6-4) puis s'incline contre la tête de série numéro 12 Tallon Griekspoor en huitièmes de finale.
Au Masters du Canada à Toronto début août, il bat le 29e mondial Christopher Eubanks, quart de finaliste quelques semaines plus tôt à Wimbledon (7-6, 6-7, 6-1), puis affronte le lendemain, le Grec Stéfanos Tsitsipás, numéro quatre mondial. Il crée de nouveau la surprise et s'impose en deux sets (6-4, 6-3) puis enchaîne contre l'Australien Aleksandar Vukic, repêché, de nouveau en deux manches (6-4, 6-4). Il rejoint alors les quarts de finale en Masters 1000 pour la première fois depuis deux ans, et est confronté à l'Italien Jannik Sinner, 8e au classement ATP. Il s'incline logiquement mais arrive à arracher un set (4-6, 6-4, 3-6). L'Italien remportera quelques jours plus tard son premier Masters 1000. Il réussit son entrée en lice à l'US Open en maîtrisant le Japonais Taro Daniel au premier tour (4-6, 6-4, 6-2, 7-6). Au tour suivant face au huitième mondial Andrey Rublev, Monfils ne peut que remporter un set (4-6, 3-6, 6-3, 1-6).
À la fin du mois de septembre, Monfils participe pour la première fois à la Laver Cup à Vancouver. Engagé avec l'équipe Europe, Monfils perd son match en simple face à Félix Auger-Aliassime (4-6, 3-6) et en double face à la paire Auger-Aliassime - Shelton (5-7, 4-6).
À la fin du mois d'octobre, Monfils use de son classement protégé pour intégrer le tableau de l'Open de Stockholm. Il y renverse le Hongrois Márton Fucsovics au premier tour en étant mené d'un set (2-6, 6-2, 7-5), avant d'écarter l'Autrichien Filip Misolic au deuxième tour (6-4, 6-3). En quarts de finale, il bat la tête de série numéro deux du tournoi, son compatriote Adrian Mannarino là aussi en deux manches (7-5, 7-6) avant d'assurer une victoire autoritaire face au Serbe Laslo Djere en demi-finale (7-5, 6-2). Il bat ensuite le qualifié russe Pavel Kotov en finale (2-6, 7-6, 6-3) en effaçant 3 balles de break à 5-5 dans la deuxième manche. Pour la première fois depuis janvier 2022 et son sacre à Adélaïde, Monfils remporte un tournoi sur le circuit principal. Par conséquent, il retrouve le top 100 qu'il avait quitté au mois de janvier.

### 2024: demi-finale à Doha et Majorque, retour dans le top 50
Monfils lance sa saison en Nouvelle-Zélande, à Auckland où il s'incline d'entrée face au hongrois Fábián Marozsán (4-6, 7-66, 64-7). Malgré tout, il réussit son entrée en lice à l'Open d'Australie en battant l'allemand Yannick Hanfmann en trois manches (6-4, 6-3, 7-5), il s'incline cependant dès le deuxième tour face à la trentième tête de série, Tomás Martín Etcheverry en trois sets (4-6, 4-6, 4-6).
Après une première partie du mois février décevante où il subit des éliminations précoces à Montpellier et Rotterdam, Monfils se relance à la fin du mois à Doha où il reçoit une wild card. Il y élimine le néerlandais Botic van de Zandschulp (6-1, 7-69) puis renverse le chinois Zhang Zhizhen (4-6, 7-5, 7-62) avant de battre son compatriote Ugo Humbert en quarts de finale (6-2, 6-4). C'est au tour suivant face au jeune tchèque Jakub Menšík que son parcours s'arrête (4-6, 6-1, 3-6). Malgré tout ce parcours propulse Monfils à la 54e place mondiale.
Deux semaines après, il atteint les huitièmes de finale du Masters d'Indian Wells en éliminant Max Purcell (6-1, 6-2), le numéro 8 mondial Hubert Hurkacz (6-0, 65-7, 6-2) et le britannique Cameron Norrie (65-7, 7-65, 6-3). Son parcours s'arrête face à Casper Ruud (6-3, 63-7, 4-6). Il atteint aussi le troisième tour du tournoi de Miami mais bute sur l'espagnol Carlos Alcaraz (2-6, 4-6). Ces bonnes performances permettent néanmoins à Monfils de réintégrer le top50 du classement ATP.
Sa saison sur terre battue est plus décevante, avec des éliminations précoces à Rome et Madrid. Il atteint malgré tout le deuxième tour à Roland-Garros après avoir battu le brésilien Thiago Seyboth Wild en quatre manches (6-2, 3-6, 6-3, 6-4), il perd cependant face à l'italien Lorenzo Musetti au tour suivant (5-7, 1-6, 4-6).
Monfils prend la décision de débuter sa saison sur herbe à Majorque, une semaine seulement avant Wimbledon afin de récupérer après la saison sur terre battue. Il est tête de série numéro 7 du tournoi, et écarte Dominic Thiem (6-3, 7-63), Roberto Carballés Baena (6-3, 6-4) puis Roberto Bautista-Agut (6-3, 4-6, 6-4) pour atteindre sa seconde demi-finale de la saison. Il affronte le chilien Alejandro Tabilo, tête de série numéro 4 du tournoi en demi-finale.

### 2025:13etitre à Auckland
Il commence l'année par la tournée océanienne et se rend début janvier à Auckland. Le vétéran français manque de sortir au premier tour contre l'Espagnol Pedro Martinez Portero (1-6, 7-6, 6-3) avant de connaître d'autres victoires sur l'Allemand Jan-Lennard Struff (6-1, 7-6), le repêché argentin Facundo Díaz Acosta (6-3, 6-1) et comme la semaine passée à Brisbane, contre le jeune américain qualifié Nishesh Basavareddy (7-6, 6-4) en demi-finale. Il s'offre son treizième titre en carrière contre le Belge qualifié lui aussi Zizou Bergs qui dispute sa première finale sur le circuit (6-3, 6-4), parvenant à devenir le joueur le plus âgé, à trente-huit ans depuis la création de l'ATP en 1990 à remporter un titre sur le circuit. Jusque là, le joueur le plus âgé à remporter un titre sur le circuit était Roger Federer. Le record précédent avant l'établissement du classement professionnel était détenu par Ken Rosewall.
À l'Open d'Australie, le tirage au sort désigne comme son adversaire de premier tour le jeune Giovanni Mpetschi Perricard, tête de série n°30 du tournoi. Au terme d'un match où il voit son adversaire remonter un handicap de deux sets (7-6, 6-3, 6-7, 6-7, 6-4), Monfils se qualifie pour le deuxième tour et dispose de l'Allemand Daniel Altmaier (7-5, 6-3, 7-6) avant d'éliminer à la surprise générale le n°4 mondial, finaliste du dernier US Open et du Masters, Taylor Fritz, dans un match maîtrisé malgré la perte du premier set (3-6, 7-5, 7-6, 6-4). Pour son premier huitième de finale en Grand Chelem depuis trois ans, il abandonne contre l'Américain Ben Shelton (6-7, 7-6, 6-7, 0-1 ab.) ce qui permet à son adversaire de jouer pour la deuxième fois de sa carrière les quarts de finale du tournoi. Ce très bon parcours permet à Gaël Monfils de gagner neuf places au classement ATP, en pointant à la 32e place.
À Roland-Garros, il défait au premier tour le Bolivien Hugo Dellien au cours d'un match nocturne très disputé (4-6, 3-6, 6-1, 7-6, 6-1) et entre dans l'histoire de ce tournoi en devenant le premier joueur de l'ère Open à remporter 12 matchs en cinq sets, devançant Stanislas Wawrinka et Novak Djokovic et leurs 11 matchs remportés. Il égale aussi le record de victoires à Roland-Garros pour un Français, détenu jusqu'ici par Yannick Noah avec 40 victoires. Deux jours plus tard, Gaël Monfils s'incline en quatre sets au second tour face à la tête de série n°5, Jack Draper (3-6, 6-4, 3-6, 5-7).

## Style de jeu

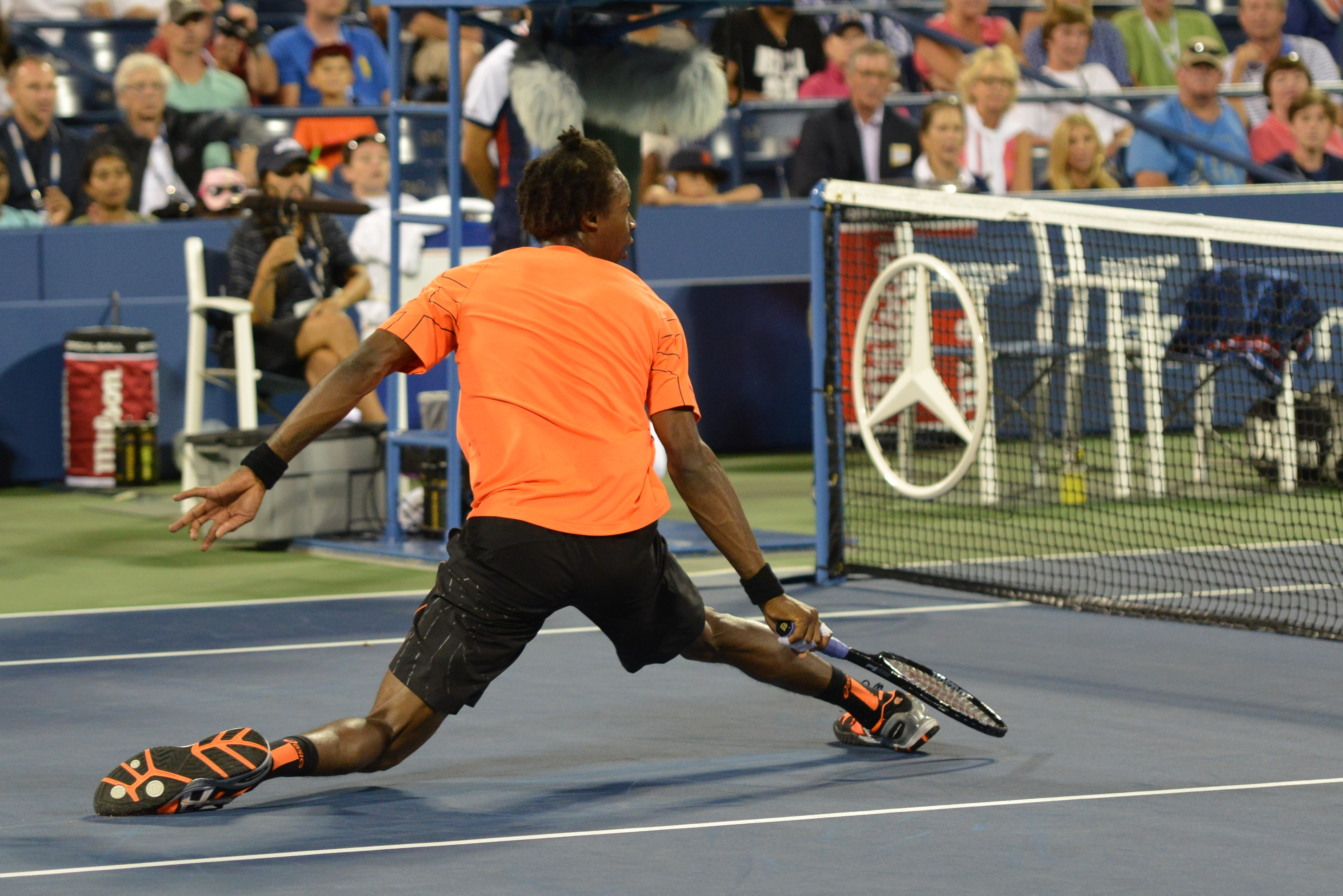
Monfils en pleine glissade pour sauver une balle contre John Isner à l'US Open de 2013

Caractère atypique sur et hors des courts, Gaël Monfils est l'un des meilleurs défenseurs du circuit actuel : sa vitesse, sa souplesse, son envergure de bras et dans une moindre mesure, sa maîtrise des glissades sur toutes les surfaces, lui confèrent une très bonne couverture du terrain. Considéré par plusieurs observateurs et joueurs comme le meilleur athlète du circuit,, il est aussi réputé pour effectuer des coups « acrobatiques » (coups sautés et plongeons) afin de récupérer des balles hors d'atteinte. Très efficace en retour de service, il a un bilan positif de 5 à 3 face à Andy Roddick et il est le seul à avoir terminé un match sans encaisser un seul ace face au grand serveur Ivo Karlović,. Son mètre 93 lui confère également une bonne première balle de service, bien qu'il ne soit pas toujours régulier dans cet aspect du jeu, pouvant notamment commettre de nombreuses doubles fautes. En outre, il a longtemps détenu le record du plus puissant coup droit, mesuré à 190,8 km/h (C'est face à Gaël Monfils que Janko Tipsarević bat ce record avec une balle mesurée à 191,5 km/h en 2010 en finale de Coupe Davis. Ce record sera ensuite encore battu en 2011 au premier tour de l'US Open par James Blake qui frappera un coup droit chronométré à 201 km/h.). Il est considéré, notamment par Arnaud Boetsch, comme un joueur « très complet » mais dont la concentration est très fluctuante en fonction de son état d'esprit lié à sa vie personnelle.

## Carrière junior
- 2004
  - Vainqueur de l'Open d'Australie
  - Vainqueur de Roland-Garros
  - Vainqueur de Wimbledon
  - Champion du monde junior ITF

## Principaux résultats en carrière
- 2005
  - Vainqueur des Challenger de Besançon et de Tunis
  - Vainqueur à Sopot
  - Finaliste à Metz et Lyon

- 2006
  - Finaliste à Doha
  - 1/2 finaliste à Rome
  - 1/4 finaliste à Queen's

- 2007
  - Vainqueur du Challenger de Sunrise
  - Finaliste à Poertschach
  - 1/2 finaliste à Washington et Bucarest
  - 1/4 finaliste à Gstaad

- 2008
  - Vainqueur du Challenger de Marrakech
  - Finaliste à Vienne
  - 1/2 finaliste à Roland-Garros
  - 1/2 finaliste à Nottingham et Bangkok
  - 1/4 finaliste à Pékin (Jeux olympiques) et Madrid

- 2009
  - Vainqueur à Metz
  - Finaliste à Acapulco et Paris (Bercy)
  - 1/2 finaliste à Doha et Rotterdam
  - 1/4 finaliste à Roland-Garros

- 2010
  - Vainqueur à Montpellier
  - Finaliste à Stuttgart, Tōkyō, Paris (Bercy) et de la Coupe Davis
  - 1/2 finaliste à Brisbane et Johannesburg
  - 1/4 finaliste à Rotterdam, Marseille, Madrid, Nice et Valence
  - 1/4 finaliste à l'US Open

- 2011
  - Vainqueur à Stockholm
  - Finaliste à Washington
  - 1/2 finaliste à San José et Bangkok
  - 1/4 finaliste à Roland-Garros
  - 1/4 finaliste à Barcelone, Hambourg, Canada et Cincinnati

- 2012
  - Finaliste à Doha et Montpellier

- 2013
  - Vainqueur du Challenger Bordeaux
  - Finaliste de l'Open de Nice et de l'Open de Winston-Salem
  - 1/4 finaliste à Shanghai

- 2014
  - Vainqueur de l'Open de Montpellier
  - Finaliste à Doha et de la Coupe Davis
  - 1/4 finaliste à Roland-Garros
  - 1/4 finaliste à l'US Open

- 2015
  - Finaliste à Marseille
  - 1/2 finaliste à Monte-Carlo, Bucarest, Stuttgart et Vienne
  - 1/4 finaliste à Halle

- 2016
  - Vainqueur à Washington
  - Finaliste à Rotterdam et Monte-Carlo
  - 1/2 finaliste à Toronto, à l'US Open et à Tokyo
  - 1/4 finaliste à l'Open d'Australie, à Rio de Janeiro (Jeux olympiques), Indian Wells et Miami

- 2017
  - Finaliste à Eastbourne
  - 1/4 finaliste à Marseille et Dubaï

- 2018
  - Vainqueur à Doha et Kaohsiung (Challenger)
  - Finaliste à Anvers
  - 1/2 finaliste à Buenos Aires et Antalya
  - 1/4 finaliste à Quito, Rio de Janeiro et Vienne

- 2019
  - Vainqueur à Rotterdam
  - 1/2 finaliste à Sofia, à Dubaï, au Canada et Vienne
  - 1/4 de finaliste à Indian Wells, Estoril, US Open, Zhuhai et Paris-Bercy

- 2020
  - Vainqueur de l'Open de Montpellier et à Rotterdam
  - 1/2 finaliste à Dubaï

- 2022
  - Vainqueur à Adélaïde
  - 1/4 finaliste à l'Open d'Australie

- 2023
  - Vainqueur à Stockholm

- 2025
  - Vainqueur à Auckland

## Parcours dans les tournois du Grand Chelem

### En simple
| Année | Open d'Australie | Open d'Australie  | Internationaux de France | Internationaux de France | Wimbledon       | Wimbledon        | US Open         | US Open           |
| ----- | ---------------- | ----------------- | ------------------------ | ------------------------ | --------------- | ---------------- | --------------- | ----------------- |
| 2004  | —                | —                 | Q1                       | Robert Kendrick          | —               | —                | —               | —                 |
| 2005  | 2e tour (1/32)   | Olivier Rochus    | 1er tour (1/64)          | Guillermo Cañas          | 3e tour (1/16)  | Mario Ančić      | 1er tour (1/64) | Novak Djokovic    |
| 2006  | 1er tour (1/64)  | Luis Horna        | 1/8 de finale            | Novak Djokovic           | 1er tour (1/64) | Igor Kunitsyn    | 2e tour (1/32)  | Wesley Moodie     |
| 2007  | 3e tour (1/16)   | Richard Gasquet   | 3e tour (1/16)           | David Nalbandian         | 3e tour (1/16)  | N. Davydenko     | —               | —                 |
| 2008  | —                | —                 | 1/2 finale               | Roger Federer            | —               | —                | 1/8 de finale   | Mardy Fish        |
| 2009  | 1/8 de finale    | Gilles Simon      | 1/4 de finale            | Roger Federer            | —               | —                | 1/8 de finale   | Rafael Nadal      |
| 2010  | 3e tour (1/16)   | John Isner        | 2e tour (1/32)           | Fabio Fognini            | 3e tour (1/16)  | Lleyton Hewitt   | 1/4 de finale   | Novak Djokovic    |
| 2011  | 3e tour (1/16)   | S. Wawrinka       | 1/4 de finale            | Roger Federer            | 3e tour (1/16)  | Łukasz Kubot     | 2e tour (1/32)  | J.C. Ferrero      |
| 2012  | 3e tour (1/16)   | M. Kukushkin      | —                        | —                        | —               | —                | —               | —                 |
| 2013  | 3e tour (1/16)   | Gilles Simon      | 3e tour (1/16)           | Tommy Robredo            | —               | —                | 2e tour (1/32)  | John Isner        |
| 2014  | 3e tour (1/16)   | Rafael Nadal      | 1/4 de finale            | Andy Murray              | 2e tour (1/32)  | Jiří Veselý      | 1/4 de finale   | Roger Federer     |
| 2015  | 2e tour (1/32)   | Jerzy Janowicz    | 1/8 de finale            | Roger Federer            | 3e tour (1/16)  | Gilles Simon     | 1er tour (1/64) | Illya Marchenko   |
| 2016  | 1/4 de finale    | Milos Raonic      | —                        | —                        | 1er tour (1/64) | Jérémy Chardy    | 1/2 finale      | Novak Djokovic    |
| 2017  | 1/8 de finale    | Rafael Nadal      | 1/8 de finale            | S. Wawrinka              | 3e tour (1/16)  | Adrian Mannarino | 3e tour (1/16)  | David Goffin      |
| 2018  | 2e tour (1/32)   | Novak Djokovic    | 3e tour (1/16)           | David Goffin             | 1/8 de finale   | Kevin Anderson   | 2e tour (1/32)  | Kei Nishikori     |
| 2019  | 2e tour (1/32)   | Taylor Fritz      | 1/8 de finale            | Dominic Thiem            | 1er tour (1/64) | Ugo Humbert      | 1/4 de finale   | Matteo Berrettini |
| 2020  | 1/8 de finale    | Dominic Thiem     | 1er tour (1/64)          | Alexander Bublik         | Annulé          | Annulé           | —               | —                 |
| 2021  | 1er tour (1/64)  | Emil Ruusuvuori   | 2e tour (1/32)           | Mikael Ymer              | 2e tour (1/32)  | Pedro Martínez   | 3e tour (1/16)  | Jannik Sinner     |
| 2022  | 1/4 de finale    | Matteo Berrettini | —                        | —                        | —               | —                | —               | —                 |
| 2023  | —                | —                 | 2e tour (1/32)           | Forfait                  | —               | —                | 2e tour (1/32)  | Andrey Rublev     |
| 2024  | 2e tour (1/32)   | T. M. Etcheverry  | 2e tour (1/32)           | Lorenzo Musetti          | 3e tour (1/16)  | Grigor Dimitrov  | 2e tour (1/32)  | Casper Ruud       |
| 2025  | 1/8 de finale    | Ben Shelton       | 2e tour (1/32)           | Jack Draper              | 2e tour (1/32)  | Márton Fucsovics |                 |                   |

N.B. : à droite du résultat se trouve le nom de l'ultime adversaire.

### En double messieurs
| Année | Open d'Australie                                                                           | Open d'Australie                                                                   | Internationaux de France                                                          | Internationaux de France | Wimbledon | Wimbledon                                                                        | US Open | US Open |
| ----- | ------------------------------------------------------------------------------------------ | ---------------------------------------------------------------------------------- | --------------------------------------------------------------------------------- | ------------------------ | --------- | -------------------------------------------------------------------------------- | ------- | ------- |
| 2005  | —                                                                                          | —                                                                                  | 1er tour (1/32) R. Gasquet \|\| style="text-align:left;" \| Cyril Suk P. Vízner   | —                        | —         | 1er tour (1/32) C. Saulnier \|\| style="text-align:left;" \| M. Bhupathi M. Damm |         |         |
| 2006  | 1er tour (1/32) M. Gicquel \|\| style="text-align:left;" \| C. Haggard Harel Levy          | 1er tour (1/32) P.-H. Mathieu \|\| style="text-align:left;" \| Petr Pála Robin Vik | —                                                                                 | —                        | —         | —                                                                                |         |         |
| 2007  | —                                                                                          | —                                                                                  | 2e tour (1/16) J. Ouanna \|\| style="text-align:left;" \| Bob Bryan Mike Bryan    | —                        | —         | —                                                                                | —       |         |
| 2008  | —                                                                                          | —                                                                                  | 1er tour (1/32) J. Ouanna \|\| style="text-align:left;" \| D. Hrbatý Lee H-t.     | —                        | —         | —                                                                                | —       |         |
| 2010  | —                                                                                          | —                                                                                  | 2e tour (1/16) J. Ouanna \|\| style="text-align:left;" \| J. Knowle Andy Ram      | —                        | —         | 1er tour (1/32) M. Gicquel \|\| style="text-align:left;" \| B. Klahn T. Smyczek  |         |         |
| 2011  | —                                                                                          | —                                                                                  | 1er tour (1/32) J. Ouanna \|\| style="text-align:left;" \| Max Mirnyi D. Nestor   | —                        | —         | 1er tour (1/32) M. Gicquel \|\| style="text-align:left;" \| F. Mayer R. Wassen   |         |         |
| 2013  | —                                                                                          | —                                                                                  | 1er tour (1/32) J. Ouanna \|\| style="text-align:left;" \| P. Marx F. Mergea      | —                        | —         | —                                                                                | —       |         |
| 2014  | 1er tour (1/32) D. Brown \|\| style="text-align:left;" \| P. Carreño-Busta G. García-López | 1er tour (1/32) J. Ouanna \|\| style="text-align:left;" \| M. Llodra N. Mahut      | —                                                                                 | —                        | —         | —                                                                                |         |         |
| 2015  | —                                                                                          | —                                                                                  | 1er tour (1/32) J. Ouanna \|\| style="text-align:left;" \| R. Lindstedt J. Melzer | —                        | —         | —                                                                                | —       |         |

N.B. : le nom du partenaire se trouve sous le résultat ; les noms des ultimes adversaires se trouvent à droite.

### En double mixte
| Année | Open d'Australie        | Open d'Australie          | Internationaux de France     | Internationaux de France          | Wimbledon | Wimbledon | US Open                                                                        | US Open |
| ----- | ----------------------- | ------------------------- | ---------------------------- | --------------------------------- | --------- | --------- | ------------------------------------------------------------------------------ | ------- |
| 2005  | —                       | —                         | 1er tour (1/16) A. Cornet    | Jonas Björkman Anastasia Myskina  | —         | —         | —                                                                              | —       |
| 2006  | 2e tour (1/8) A. Cornet | Mike Bryan Corina Morariu | —                            | —                                 | —         | —         | —                                                                              | —       |
| 2007  | —                       | —                         | 1er tour (1/16) C. Wozniacki | Bob Bryan Lisa Raymond            | —         | —         | —                                                                              | —       |
| 2008  | —                       | —                         | 2e tour (1/8) D. Cibulková   | Nenad Zimonjić Katarina Srebotnik | —         | —         | —                                                                              | —       |
|       |                         |                           |                              |                                   |           |           |                                                                                |         |
| 2025  | —                       | —                         | —                            | —                                 | —         | —         | 1er tour (1/8) N. Osaka \|\| style="text-align:left;" \| C. McNally L. Musetti |         |

N.B. : le nom de la partenaire se trouve sous le résultat ; les noms des ultimes adversaires se trouvent à droite.

## Parcours au Masters
| Année | Lieu    | Résultat    | Tour  | Adversaires                | Victoire / Défaite | Scores                 |
| ----- | ------- | ----------- | ----- | -------------------------- | ------------------ | ---------------------- |
| 2016  | Londres | Round Robin | RR RR | Milos Raonic Dominic Thiem | Défaite Défaite    | 3-6, 4-6 3-6, 6-1, 4-6 |

## Parcours aux Jeux olympiques
| Année     | 2008 (Pékin)                 | 2008 (Pékin)                 | 2012 (Londres) | 2012 (Londres) | 2016 (Rio de Janeiro)       | 2016 (Rio de Janeiro)       | 2020 (Tokyo)          | 2020 (Tokyo)          | 2024 (Paris)               | 2024 (Paris)             |
| --------- | ---------------------------- | ---------------------------- | -------------- | -------------- | --------------------------- | --------------------------- | --------------------- | --------------------- | -------------------------- | ------------------------ |
| En simple | 1/4 de finale Novak Djokovic | 1/4 de finale Novak Djokovic | —              | —              | 1/4 de finale Kei Nishikori | 1/4 de finale Kei Nishikori | 1er tour Ilya Ivashka | 1er tour Ilya Ivashka | 1er tour Lorenzo Musetti   | 1er tour Lorenzo Musetti |
| En Double | 1er tour G. Simon            | M. Bhupathi L. Paes          | —              | —              | 1/8 de finale J-W. Tsonga   | B. Baker R. Ram             | 2e tour J. Chardy     | J-L. Struff A. Zverev | 1er tour E. Roger-Vasselin | T. Pütz K. Krawietz      |

N.B. : sous le résultat se trouve le nom de l’ultime adversaire.

## Parcours dans les Masters 1000

### En simple
| Année | Indian Wells             | Miami                      | Monte-Carlo              | Rome                 | Hambourg puis Madrid     | Canada                    | Cincinnati                | Madrid puis Shanghai      | Paris                       |
| ----- | ------------------------ | -------------------------- | ------------------------ | -------------------- | ------------------------ | ------------------------- | ------------------------- | ------------------------- | --------------------------- |
| 2004  | —                        | —                          | —                        | —                    | —                        | —                         | —                         | —                         | 2e tour L. Hewitt           |
| 2005  | 2e tour T. Robredo       | 1/8 de finale D. Hrbatý    | 1er tour R. Nadal        | —                    | —                        | —                         | 1/8 de finale M. Youzhny  | 1er tour C. Rochus        | —                           |
| 2006  | 3e tour I. Ljubičić      | 2e tour A. Calleri         | 1er tour O. Rochus       | 1/2 finale R. Nadal  | 1er tour A. Murray       | —                         | 2e tour M. Baghdatís      | 1er tour D. Hrbatý        | 1er tour I. Andreev         |
| 2007  | 1er tour J. Benneteau    | 1er tour S. Bolelli        | 1er tour R. Štěpánek     | 1er tour J. Blake    | —                        | —                         | —                         | —                         | —                           |
| 2008  | 1er tour M. Ančić        | 2e tour R. Federer         | 1/8 de finale R. Federer | —                    | —                        | 1er tour I. Andreev       | 2e tour T. Haas           | 1/4 de finale A. Murray   | 1/8 de finale R. Nadal      |
| 2009  | 2e tour J. Isner         | 1/8 de finale A. Roddick   | 1er tour J. Tipsarević   | —                    | —                        | 2e tour J.C. Ferrero      | 1er tour I. Karlović      | 1/8 de finale I. Ljubičić | Finale N. Djokovic          |
| 2010  | 2e tour S. Greul         | —                          | —                        | —                    | 1/4 de finale R. Nadal   | 1/8 de finale A. Murray   | 1er tour A. Falla         | 2e tour R. Gasquet        | Finale R. Söderling         |
| 2011  | —                        | —                          | 1/8 de finale F. Gil     | —                    | 2e tour J. Mónaco        | 1/4 de finale N. Djokovic | 1/4 de finale N. Djokovic | —                         | 2e tour F. López            |
| 2012  | —                        | 3e tour J. Mónaco          | —                        | 2e tour J.C. Ferrero | 1/8 de finale T. Berdych | —                         | —                         | —                         | —                           |
| 2013  | —                        | —                          | 1er tour A. Montañés     | —                    | —                        | —                         | —                         | 1/4 de finale N. Djokovic | —                           |
| 2014  | 3e tour F. Fognini       | 2e tour G. García          | 2e tour P. Carreño       | —                    | —                        | 2e tour N. Djokovic       | 1/8 de finale R. Federer  | —                         | 1/8 de finale N. Djokovic   |
| 2015  | —                        | 1/8 de finale T. Berdych   | 1/2 finale T. Berdych    | —                    | 2e tour M. Granollers    | 2e tour G. Müller         | 1er tour J. Janowicz      | —                         | 1er tour B. Paire           |
| 2016  | 1/4 de finale M. Raonic  | 1/4 de finale K. Nishikori | Finale R. Nadal          | 1er tour T. Bellucci | 2e tour P. Cuevas        | 1/2 finale N. Djokovic    | 1/8 de finale Forfait     | 1/8 de finale D. Goffin   | —                           |
| 2017  | 1/8 de finale D. Thiem   | —                          | —                        | —                    | 1er tour G. Simon        | 1/8 de finale R. Bautista | —                         | —                         | —                           |
| 2018  | 3e tour P.-H. Herbert    | —                          | —                        | 1er tour F. Fognini  | 2e tour R. Nadal         | —                         | —                         | 1er tour S. Tsitsipás     | —                           |
| 2019  | 1/4 de finale D. Thiem   | —                          | —                        | 1er tour A. Ramos    | 1/8 de finale R. Federer | 1/2 finale Forfait        | 1er tour F. Tiafoe        | 2e tour H. Hurkacz        | 1/4 de finale D. Shapovalov |
| 2020  | n.o.                     | n.o.                       | n.o.                     | 2e tour D. Köpfer    | n.o.                     | n.o.                      | —                         | n.o.                      | —                           |
| 2021  | 1/8 de finale A. Zverev  | —                          | —                        | 1er tour L. Sonego   | —                        | 1/4 de finale John Isner  | 1/8 de finale A. Rublev   | n.o.                      | 1/8 de finale Forfait       |
| 2022  | 1/8 de finale C. Alcaraz | 3e tour F. Cerúndolo       | —                        | —                    | 2e tour N. Djokovic      | 1/8 de finale J. Draper   | —                         | n.o.                      | —                           |
| 2023  | 1er tour J. Thompson     | 1er tour U. Humbert        | —                        | —                    | —                        | 1/4 de finale J. Sinner   | 1/8 de finale N. Djokovic | —                         | 1er tour F. Cerúndolo       |
| 2024  | 1/8 de finale C. Ruud    | 3e tour C. Alcaraz         | 2e tour D. Medvedev      | 1er tour T. Monteiro | 1er tour L. Darderi      | 1er tour T. Kokkinakis    | 1/8 de finale H. Rune     | 1/8 de finale C. Alcaraz  | —                           |
| 2025  | 3e tour G. Dimitrov      | 1/8 de finale S.Korda      | 2e tour A. Rublev        | 2e tour Forfait      | —                        | 1er tour T. Barrios Vera  | —                         |                           |                             |

N.B. : sous le résultat se trouve le nom de l’ultime adversaire.

### En double
| Année | Indian Wells                                                                         | Indian Wells | Miami                                                                     | Miami                                                                       | Monte-Carlo                                                                  | Monte-Carlo | Rome                                                                    | Rome                                                                      | Hambourg puis Madrid                                                           | Hambourg puis Madrid                                                        | Canada                                                               | Canada                                                                      | Cincinnati | Cincinnati                                                             | Stuttgart puis Madrid puis Shanghai                                   | Stuttgart puis Madrid puis Shanghai                                 | Paris                                                                   | Paris |
| ----- | ------------------------------------------------------------------------------------ | ------------ | ------------------------------------------------------------------------- | --------------------------------------------------------------------------- | ---------------------------------------------------------------------------- | ----------- | ----------------------------------------------------------------------- | ------------------------------------------------------------------------- | ------------------------------------------------------------------------------ | --------------------------------------------------------------------------- | -------------------------------------------------------------------- | --------------------------------------------------------------------------- | ---------- | ---------------------------------------------------------------------- | --------------------------------------------------------------------- | ------------------------------------------------------------------- | ----------------------------------------------------------------------- | ----- |
| 2005  | 2e tour (1/16) Grosjean \|\| style="text-align:left;" \| Knowles Nestor              | —            | —                                                                         | 1er tour (1/32) Gasquet \|\| style="text-align:left;" \| Etlis Rodríguez    | —                                                                            | —           | —                                                                       | —                                                                         | —                                                                              | —                                                                           | —                                                                    | —                                                                           | —          | —                                                                      | —                                                                     | —                                                                   |                                                                         |       |
| 2006  | 1er tour (1/32) Gasquet \|\| style="text-align:left;" \| Knowle Melzer               | —            | —                                                                         | —                                                                           | —                                                                            | —           | —                                                                       | —                                                                         | —                                                                              | —                                                                           | —                                                                    | 1er tour (1/32) Haggard \|\| style="text-align:left;" \| Dlouhý Vízner      | —          | —                                                                      | —                                                                     | —                                                                   |                                                                         |       |
| 2008  | —                                                                                    | —            | —                                                                         | —                                                                           | —                                                                            | —           | —                                                                       | —                                                                         | 1er tour (1/32) Simon \|\| style="text-align:left;" \| Berdych Kiefer          | —                                                                           | —                                                                    | —                                                                           | —          | —                                                                      | —                                                                     | 2e tour (1/16) Simon \|\| style="text-align:left;" \| A. Ram Soares |                                                                         |       |
| 2009  | 1er tour (1/32) M. Zverev \|\| style="text-align:left;" \| Kubot Marach              | —            | —                                                                         | 2e tour (1/16) Wawrinka \|\| style="text-align:left;" \| B. Bryan M. Bryan  | —                                                                            | —           | —                                                                       | —                                                                         | —                                                                              | —                                                                           | —                                                                    | —                                                                           | —          | —                                                                      | —                                                                     | —                                                                   |                                                                         |       |
| 2010  | 1er tour (1/32) Simon \|\| style="text-align:left;" \| Ferrer Montañés               | —            | —                                                                         | —                                                                           | —                                                                            | —           | —                                                                       | 1er tour (1/32) Chardy \|\| style="text-align:left;" \| Almagro M. López  | 1/4 de finale Kohlschreiber \|\| style="text-align:left;" \| B. Bryan M. Bryan | 1er tour (1/32) Kohlschreiber \|\| style="text-align:left;" \| Fish Knowles | —                                                                    | —                                                                           | —          | —                                                                      |                                                                       |                                                                     |                                                                         |       |
| 2011  | —                                                                                    | —            | —                                                                         | —                                                                           | 2e tour (1/16) Tsonga \|\| style="text-align:left;" \| Fyrstenberg Matkowski | —           | —                                                                       | —                                                                         | —                                                                              | 1er tour (1/32) Andújar \|\| style="text-align:left;" \| Stakhovsky Youzhny | 1er tour (1/32) Simon \|\| style="text-align:left;" \| Butorac Rojer | —                                                                           | —          | —                                                                      | —                                                                     |                                                                     |                                                                         |       |
| 2012  | 1er tour (1/32) Kohlschreiber \|\| style="text-align:left;" \| Fyrstenberg Matkowski | —            | —                                                                         | —                                                                           | —                                                                            | —           | —                                                                       | 1er tour (1/32) Gasquet \|\| style="text-align:left;" \| Paes Štěpánek    | —                                                                              | —                                                                           | —                                                                    | —                                                                           | —          | —                                                                      | —                                                                     | —                                                                   |                                                                         |       |
| 2013  | —                                                                                    | —            | —                                                                         | —                                                                           | —                                                                            | —           | —                                                                       | —                                                                         | —                                                                              | —                                                                           | —                                                                    | —                                                                           | —          | —                                                                      | —                                                                     | —                                                                   | 1er tour (1/32) Mannarino \|\| style="text-align:left;" \| Chardy Simon |       |
| 2014  | 1er tour (1/32) Mónaco \|\| style="text-align:left;" \| Marray Murray                | —            | —                                                                         | —                                                                           | —                                                                            | —           | —                                                                       | —                                                                         | —                                                                              | —                                                                           | —                                                                    | 1er tour (1/32) Kohlshreiber \|\| style="text-align:left;" \| Cabal Robredo | —          | —                                                                      | 1er tour (1/32) Simon \|\| style="text-align:left;" \| Cabal Farah    |                                                                     |                                                                         |       |
| 2015  | —                                                                                    | —            | 1er tour (1/32) Tsonga \|\| style="text-align:left;" \| Draganja Kontinen | 2e tour (1/16) Tsonga \|\| style="text-align:left;" \| Mahut Roger-Vasselin | —                                                                            | —           | 1er tour (1/32) Tsonga \|\| style="text-align:left;" \| Dimitrov Melzer | 2e tour (1/16) Tsonga \|\| style="text-align:left;" \| Matkowski Zimonjić | 1er tour (1/32) Tsonga \|\| style="text-align:left;" \| Cabal Farah            | —                                                                           | —                                                                    | —                                                                           | —          |                                                                        |                                                                       |                                                                     |                                                                         |       |
| 2017  | —                                                                                    | —            | —                                                                         | —                                                                           | —                                                                            | —           | —                                                                       | —                                                                         | —                                                                              | —                                                                           | 1/4 de finale Paire \|\| style="text-align:left;" \| Bopanna Dodig   | —                                                                           | —          | —                                                                      | —                                                                     | —                                                                   | —                                                                       |       |
| 2018  | —                                                                                    | —            | —                                                                         | —                                                                           | —                                                                            | —           | —                                                                       | —                                                                         | —                                                                              | —                                                                           | —                                                                    | —                                                                           | —          | —                                                                      | 1/8 de finale Mannarino \|\| style="text-align:left;" \| Dodig Mektić | —                                                                   | —                                                                       |       |
| 2019  | 1er tour (1/16) Mannarino \|\| style="text-align:left;" \| McDonald Opelka           | —            | —                                                                         | —                                                                           | —                                                                            | —           | —                                                                       | —                                                                         | —                                                                              | —                                                                           | —                                                                    | —                                                                           | —          | 1er tour (1/16) Mannarino \|\| style="text-align:left;" \| Pavić Soars | —                                                                     | —                                                                   |                                                                         |       |

N.B. : le nom du partenaire se trouve sous le résultat ; les noms des ultimes adversaires se trouvent à droite.

## Parcours en Coupe Davis
| Année | Class. | Lieu                 | Tour          | Surface             | Match              | Adversaire et Classement                       | Résultat         | Score                        |
| ----- | ------ | -------------------- | ------------- | ------------------- | ------------------ | ---------------------------------------------- | ---------------- | ---------------------------- |
| 2009  | no 13  | Maastricht           | Barrages      | Terre battue (int.) | 1er match          | Thiemo de Bakker (no 122)                      | Défaite          | 3-6, 7-5, 3-6, 4-6           |
| 2010  | no 15  | Toulon               | 1/8 de finale | Dur (int.)          | 1er match          | Philipp Kohlschreiber (no 30)                  | Victoire         | 6-1, 6-4, 7-65               |
| 2010  | no 17  | Clermont-Ferrand     | 1/4 de finale | Dur (int.)          | 1er match          | David Ferrer (no 12)                           | Victoire         | 7-63, 6-2, 4-6, 5-7, 6-4     |
| 2010  | no 15  | Lyon                 | 1/2 finale    | Dur (int.)          | 2e match           | David Nalbandian (no 28)                       | Victoire         | 6-4, 2-6, 6-4, 6-3           |
| 2010  | no 12  | Belgrade             | Finale        | Dur (int.)          | 1er match 4e match | Janko Tipsarević (no 49) Novak Djokovic (no 3) | Victoire Défaite | 6-1, 7-64, 6-0 2-6, 2-6, 4-6 |
| 2011  | no 7   | Stuttgart            | 1/4 de finale | Terre battue (ext.) | 2e match           | Philipp Kohlschreiber (no 42)                  | Victoire         | 7-63, 7-65, 6-4              |
| 2012  | no 13  | Vancouver            | 1/8 de finale | Dur (int.)          | 5e match           | Vasek Pospisil (no 115)                        | Victoire *       | 6-4, 6-4                     |
| 2014  | no 30  | Mouilleron-le-Captif | 1/8 de finale | Terre battue (int.) | 5e match           | Nick Kyrgios (no 162)                          | Victoire *       | 7-65, 6-4                    |
| 2014  | no 25  | Nancy                | 1/4 de finale | Dur (int.)          | 5e match           | Peter Gojowczyk (no 119)                       | Victoire         | 6-1, 7-60, 6-2               |
| 2014  | no 18  | Paris                | 1/2 finale    | Terre battue (ext.) | 5e match           | Lukáš Rosol (no 26)                            | Victoire *       | 5-7, 6-4, 7-5                |
| 2014  | no 19  | Lille                | Finale        | Terre battue (int.) | 2e match           | Roger Federer (no 2)                           | Victoire         | 6-1, 6-4, 6-3                |
| 2015  | no 19  | Francfort            | 1/8 de finale | Dur (int.)          | 2e match           | Philipp Kohlschreiber (no 28)                  | Victoire         | 6-4, 7-5, 7-64               |
| 2016  | no 17  | Baie-Mahault         | 1/8 de finale | Terre battue (ext.) | 1er match          | Frank Dancevic (no 245)                        | Victoire         | 6-3, 6-1, 6-3                |

- Victoire * : victoire sans enjeu

## Confrontations avec ses principaux adversaires
Confrontations lors des différents tournois ATP et en Coupe Davis avec ses principaux adversaires (6 confrontations minimum et avoir été membre du top 10). Classement par pourcentage de victoires. Situation au 11 mars 2025 :
Les joueurs retraités sont en gris.
| Joueur                | Meilleur classement | Confrontations | Victoires | Défaites | Pourcentage de victoires | Dernière confrontation                                   |
| --------------------- | ------------------- | -------------- | --------- | -------- | ------------------------ | -------------------------------------------------------- |
| Novak Djokovic        | 1                   | 20             | 0         | 20       | 0                        | Défaite (3-6, 3-6) au tournoi de Brisbane 2025           |
| Rafael Nadal          | 1                   | 16             | 2         | 14       | 12,5                     | Défaite (3-6, 1-6) au Masters de Madrid 2018             |
| Dominic Thiem         | 3                   | 7              | 1         | 6        | 14,3                     | Victoire (6-3, 7-63) au tournoi de Majorque 2024         |
| Tomáš Berdych         | 4                   | 7              | 1         | 6        | 14,3                     | Défaite (1-6, 4-6) au Masters de Monte-Carlo 2015        |
| Jannik Sinner         | 1                   | 6              | 1         | 5        | 16,7                     | Défaite (3-6, 6-3, 3-6) au tournoi de Rotterdam 2024     |
| Juan Mónaco           | 10                  | 7              | 2         | 5        | 28,6                     | Défaite (4-6, 4-6) au tournoi de Hambourg 2013           |
| Roger Federer         | 1                   | 14             | 4         | 10       | 28,6                     | Défaite (0-6, 6-4, 63-7) au Masters de Madrid 2019       |
| Gilles Simon          | 6                   | 10             | 3         | 7        | 30                       | Victoire (6-4, 6-1) au tournoi de Rotterdam 2020         |
| Andy Murray           | 1                   | 6              | 2         | 4        | 33,3                     | Défaite (4-6, 1-6, 6-4, 6-1, 0-6) à Roland-Garros 2014   |
| Ivan Ljubičić         | 3                   | 7              | 3         | 4        | 42,9                     | Victoire (6-2, 5-7, 6-1) au tournoi de Montpellier 2010  |
| Jo-Wilfried Tsonga    | 5                   | 8              | 4         | 4        | 50                       | Victoire (6-4, 3-6, 6-4) au tournoi d'Anvers 2018        |
| David Ferrer          | 3                   | 6              | 3         | 3        | 50                       | Défaite (65-7, 5-7) au tournoi de Vienne 2015            |
| Fernando Verdasco     | 7                   | 6              | 3         | 3        | 50                       | Défaite (4-6, 1-2 ab.) au tournoi de Vienne 2018         |
| Nicolas Almagro       | 9                   | 6              | 3         | 3        | 50                       | Victoire (6-4, 6-2, 6-4) à l'US Open 2016                |
| Fabio Fognini         | 9                   | 8              | 4         | 4        | 50                       | Défaite (3-6, 1-6) au Masters de Rome 2018               |
| Pablo Carreño Busta   | 10                  | 6              | 3         | 3        | 50                       | Défaite (5-7, 68-7) au tournoi de Metz 2021              |
| Milos Raonic          | 3                   | 6              | 3         | 3        | 50                       | Défaite (3-6, 4-6) au Masters 2016                       |
| Diego Schwartzman     | 8                   | 6              | 3         | 3        | 50                       | Victoire (62-7, 6-2, 6-2, 6-1) à l'US Open 2024          |
| John Isner            | 8                   | 13             | 7         | 6        | 53,8                     | Défaite (65-7, 4-6) au Masters du Canada 2021            |
| Grigor Dimitrov       | 3                   | 7              | 4         | 3        | 57,1                     | Défaite (64-7, 6-4, 62-7) au Masters d'Indian Wells 2025 |
| Stanislas Wawrinka    | 3                   | 7              | 4         | 3        | 57,1                     | Victoire (7-65, 6-4, 7-63) à Wimbledon 2024              |
| Richard Gasquet       | 7                   | 18             | 11        | 7        | 61,1                     | Victoire (6-3, 6-3) au tournoi de Dubaï 2020             |
| Andy Roddick          | 1                   | 8              | 5         | 3        | 62,5                     | Victoire (7-65, 4-6, 7-66) au tournoi du Japon 2010      |
| Radek Štěpánek        | 8                   | 9              | 6         | 3        | 66,7                     | Victoire (6-3, 7-5) au Masters du Canada 2014            |
| Janko Tipsarević      | 8                   | 6              | 4         | 2        | 66,7                     | Victoire (6-4, 6-4) au tournoi de Washington 2011        |
| Roberto Bautista-Agut | 9                   | 6              | 5         | 1        | 83,3                     | Victoire (6-3, 4-6, 6-4) au tournoi de Majorque 2024     |
| Kevin Anderson        | 5                   | 7              | 6         | 1        | 85,7                     | Victoire (7-5, 6-2) au Masters d'Indian Wells 2021       |

## Victoires sur le top 10
Toutes ses victoires sur des joueurs classés dans le top 10 de l'ATP lors de la rencontre.
| Légende         |
| Grand Chelem    |
| Masters         |
| Jeux olympiques |
| Masters 1000    |
| 500 Series      |
| 250 Series      |
| Coupe Davis     |

| #  | G.M.   | Tournoi          | Année | Surface      | Adversaire         | Rang  | Tour   | Score                      |
| -- | ------ | ---------------- | ----- | ------------ | ------------------ | ----- | ------ | -------------------------- |
| 1  | no 239 | Doha             | 2005  | Dur          | Gastón Gaudio      | no 10 | 1/32   | 6-4, 7-64                  |
| 2  | no 35  | Rome             | 2006  | Terre battue | Andy Roddick       | no 5  | 1/4    | 6-1, 6-3                   |
| 3  | no 28  | Roland-Garros    | 2006  | Terre battue | James Blake        | no 8  | 1/16   | 6-2, 62-7, 7-61, 5-7, 6-4  |
| 4  | no 23  | Queen's          | 2006  | Gazon        | Ivan Ljubičić      | no 4  | 1/8    | 7-611, 7-5                 |
| 5  | no 75  | Pörtschach       | 2007  | Terre battue | Andy Roddick       | no 3  | 1/16   | 7-5, 6-3                   |
| 6  | no 57  | Gstaad           | 2007  | Terre battue | Nikolay Davydenko  | no 5  | 1/16   | 3-6, 6-4, 7-5              |
| 7  | no 56  | Stuttgart        | 2007  | Terre battue | Tommy Robredo      | no 7  | 1/16   | 7-65, 6-2                  |
| 8  | no 59  | Roland-Garros    | 2008  | Terre battue | David Ferrer       | no 5  | 1/4    | 6-3, 3-6, 6-3, 6-1         |
| 9  | no 43  | Jeux olympiques  | 2008  | Dur          | David Nalbandian   | no 8  | 1/8    | 6-4, 6-4                   |
| 10 | no 33  | US Open          | 2008  | Dur          | David Nalbandian   | no 7  | 1/16   | 6-3, 6-4, 6-2              |
| 11 | no 18  | Madrid           | 2008  | Dur (int.)   | Fernando González  | no 10 | 1/16   | 6-3, 6-4                   |
| 12 | no 18  | Madrid           | 2008  | Dur (int.)   | Andy Roddick       | no 8  | 1/8    | 6-4, 3-6, 6-3              |
| 13 | no 13  | Doha             | 2009  | Dur          | Rafael Nadal       | no 1  | 1/4    | 6-4, 6-4                   |
| 14 | no 10  | Roland-Garros    | 2009  | Terre battue | Andy Roddick       | no 6  | 1/8    | 6-4, 6-2, 6-3              |
| 15 | no 15  | Tokyo            | 2010  | Dur          | Andy Roddick       | no 10 | 1/4    | 7-65, 4-6, 7-66            |
| 16 | no 14  | Paris-Bercy      | 2010  | Dur (int.)   | Fernando Verdasco  | no 9  | 1/8    | 64-7, 7-62, 7-5            |
| 17 | no 14  | Paris-Bercy      | 2010  | Dur (int.)   | Andy Murray        | no 4  | 1/4    | 6-2, 2-6, 6-3              |
| 18 | no 14  | Paris-Bercy      | 2010  | Dur (int.)   | Roger Federer      | no 2  | 1/2    | 7-67, 61-7, 7-64           |
| 19 | no 9   | Roland-Garros    | 2011  | Terre battue | David Ferrer       | no 7  | 1/8    | 6-4, 2-6, 7-5, 1-6, 8-6    |
| 20 | no 16  | Doha             | 2012  | Dur          | Rafael Nadal       | no 2  | 1/2    | 6-3, 6-4                   |
| 21 | no 81  | Roland-Garros    | 2013  | Terre battue | Tomáš Berdych      | no 6  | 1/64   | 7-68, 6-4, 63-7, 64-7, 7-5 |
| 22 | no 42  | Shanghai         | 2013  | Dur          | Roger Federer      | no 7  | 1/8    | 6-4, 6-75, 6-3             |
| 23 | no 31  | Doha             | 2014  | Dur          | Richard Gasquet    | no 9  | 1/8    | 6-2, 7-5                   |
| 24 | no 30  | Montpellier      | 2014  | Dur (int.)   | Richard Gasquet    | no 9  | Finale | 6-4, 6-4                   |
| 25 | no 24  | US Open          | 2014  | Dur          | Grigor Dimitrov    | no 8  | 1/8    | 7-5, 7-66, 7-5             |
| 26 | no 19  | Coupe Davis      | 2014  | Terre battue | Roger Federer      | no 2  | Finale | 6-1, 6-4, 6-3              |
| 27 | no 18  | Monte-Carlo      | 2015  | Terre battue | Roger Federer      | no 2  | 1/8    | 6-4, 7-65                  |
| 28 | no 16  | Monte-Carlo      | 2016  | Terre battue | Jo-Wilfried Tsonga | no 9  | 1/2    | 6-1, 6-3                   |
| 29 | no 14  | Toronto          | 2016  | Dur          | Milos Raonic       | no 7  | 1/4    | 6-4, 6-4                   |
| 30 | no 22  | Montréal         | 2017  | Dur          | Kei Nishikori      | no 9  | 1/16   | 64-7, 7-5, 7-66            |
| 31 | no 39  | Rio de Janeiro   | 2018  | Terre battue | Marin Čilić        | no 3  | 1/8    | 6-3, 7-68                  |
| 32 | no 33  | Vienne           | 2018  | Dur (int.)   | John Isner         | no 9  | 1/8    | 6-4, 6-4                   |
| 33 | no 23  | Dubaï            | 2019  | Dur          | Marin Čilić        | no 10 | 1/16   | 6-3, 4-6, 6-0              |
| 34 | no 28  | Indian Wells     | 2022  | Dur          | Daniil Medvedev    | no 1  | 1/16   | 4-6, 6-3, 6-1              |
| 35 | no 276 | Toronto          | 2023  | Dur          | Stéfanos Tsitsipás | no 4  | 1/16   | 6-4, 6-3                   |
| 36 | no 54  | Indian Wells     | 2024  | Dur          | Hubert Hurkacz     | no 8  | 1/32   | 6-0, 65-7, 6-2             |
| 37 | no 46  | Cinicinnati      | 2024  | Dur          | Carlos Alcaraz     | no 3  | 1/16   | 4-6, 7-65, 6-4             |
| 38 | no 41  | Open d'Australie | 2025  | Dur          | Taylor Fritz       | no 4  | 1/16   | 3-6, 7-5, 7-61, 6-4        |

## Classements ATP en fin de saison
| Année          | 2003 | 2004 | 2005 | 2006 | 2007 | 2008 | 2009 | 2010 | 2011 | 2012 | 2013 | 2014 | 2015 | 2016 | 2017 | 2018 | 2019 | 2020 | 2021 | 2022 | 2023 | 2024 |
| Rang en simple | 947  | 231  | 31   | 46   | 38   | 14   | 13   | 12   | 16   | 78   | 31   | 18   | 24   | 7    | 46   | 29   | 10   | 11   | 21   | 52   | 74   | 55   |
| Rang en double | 1188 | 720  | 302  | 391  | 365  | 587  | 524  | 202  | 273  | 552  | –    | –    | 376  | –    | 312  | 323  | –    | –    | –    | 558  | –    | –    |

Source : (en) Classements de Gaël Monfils sur le site officiel de la Fédération internationale de tennis

## Autres activités
En 2006, alors qu'il est éliminé prématurément au tournoi de Las Vegas, Gaël Monfils décide de participer au championnat du monde de padel-tennis qui a lieu la même semaine et, remportant tous ses matchs, il devient champion du monde.
Par ailleurs, en marge de sa carrière sportive, Gaël Monfils commence une carrière de joueur professionnel de poker. En 2010, Il rejoint la Team Pro France de PokerStars. En avril 2010, il participe notamment à la finale de l'European Poker Tour à Monaco.
En 2010, il fait une apparition dans le clip de la chanson Hello de Martin Solveig et Dragonette.
En 2014, au tournoi d'Umag en Croatie, Gael Monfils fait une apparition sur scène avec Alexandr Dolgopolov pour soutenir l'artiste Juliams, son ami qui l'accompagne régulièrement sur le circuit ATP.

## Postérité
Un complexe de tennis Gaël-Monfils est inauguré en Guadeloupe à Petit-Bourg le 13 août 2013. Comportant cinq courts de tennis et des infrastructures annexes, il accueille un tournoi international de tennis féminin.